# 富豪B9TL
富豪B9TL（英語：Volvo B9TL），曾一度被稱為富豪奧林比安的低地台版本（Volvo Olympian SLF），是富豪集團旗下的富豪巴士（Volvo Buses）生產的一款超低地台雙層巴士，於2002年首次生產。而它是全球暢銷度排名第二的3軸雙層巴士，僅次於亞歷山大丹尼士Enviro 500 MMC，由2002年至今已售出超過2,000輛。

## 背景
富豪巴士早於1997年已開始研發這款低地台雙層巴士，目的是取代富豪奧林比安（Olympian）系列，但由於底盤的主要部件開發進度落後，而同時期主要對手丹尼士車廠推出了三叉戟型低地台雙層巴士底盤搶奪市場，令富豪車廠倍感壓力，所以決定先行改進投產中的富豪奧林比安巴士，成為低地台版本的超級奧林比安（B10TL），並於1998年推出市場，期望減少B9TL延遲推出的影響。富豪車廠於2002年完成B9TL的開發工作，當最後一批B10TL底盤生產完成後，便把過渡性的B10TL停產，改為生產新設計的B9TL。

## 設計

### 底盤構造
B9TL的底盤設計源於英國本土使用的富豪B7TL雙層巴士，新底盤可安裝的車身標準寬度，從B10TL的2.5米加寬至2.55米，令B9TL能夠提供更寬敞的車廂空間。三軸版本的B9TL，一如以往的奧林比安系列採用後軸驅動，並繼續採用橫置式引擎佈局。至於源自三軸版利蘭奧林匹克至富豪奧林比安仍設有的中軸輔助轉向功能，B9TL與前代的B10TL同樣沒有繼續採用。上一代的B10TL因為車尾空間不足，所以要把引擎散熱水箱裝在車身右側，B9TL則因為新設計的D9A引擎體積縮小，使B9TL引擎室的右側能夠容納原本B10TL車尾裝不下的引擎散熱水箱，而散熱水箱位置的差異，也是B9TL與B10TL在外觀上最大的分別，B9TL的散熱水箱被置於車尾的右側，而B10TL的12米版本則位於前軸後方的右側車身。

### 動力系統
由於此時瑞典富豪巴士與法國雷諾貨車已經成為姊妹公司，所以B9TL使用的引擎交由雷諾貨車主導設計。新開發的D9系列柴油引擎，氣缸容積為9.4公升，目前分別有D9A及D9B兩個版本。雖然D9A引擎的體積比B10TL使用的D10A細小，但引擎的輸出動力反而提升，也令B9TL擺脫了過往富豪奧林比安系列爬坡表現較差的形象。本車型剛推出時使用富豪D9A柴油引擎，排放標準達到歐盟三期規格，D9A引擎共有三種馬力可供選擇，包括260匹（191kW）、300匹（221kW）及340匹（250kW）版本；後來進一步開發為富豪D9B型柴油引擎，排放標準達到歐盟四/五期或EEV規格，在本車型提供兩種馬力選擇，包括260匹（191kW）及310匹（227kW）版本，前者主要安裝在兩軸版的B9TL，後者主要用於三軸版的B9TL。為使引擎的排氣達到歐盟四期排放規格，採用D9B引擎的B9TL設有尿素儲存缸及排氣催化裝置。波箱可選配ZF或Voith的產品，包括ZF Ecolife 6AP1203B（供選擇D9B-260的B9TL使用），6AP1403B8（供選擇D9B-310的B9TL使用）六前速波箱，或Voith的DIWA854.5（供選用D9B-260的B9TL使用）、DIWA864.5（供選用D9B-310的B9TL使用）型四前速波箱。在歐盟五型以前，ZF波箱可選用Ecomat 2 5/6HP592C、5/6HP594C（供選用D9A-260、D9B-260、D9A-300、D9B-310的B9TL使用），而Voith波箱只可選用DIWA864.5（曾有訂單轉配DIWA864.3E）。

### 懸掛系統
B9TL採用電子控制的氣墊懸掛系統，並配合主動平衡系統，使巴士可以根據行車的狀態自動調節車身的高度。B9TL的前軸具有升降功能，車長可通過按鈕調節巴士前門地台的高度，以便配合斜板供輪椅上落巴士。B9TL所採用的碟式刹車系統具有ABS防鎖死功能。B9TL裝用規格為275/70R 22.5的輪胎。原廠為B9TL的前軸選配美國鋁業生產的車輪，其中2002年推出的首輛樣版車更全部車輪均為美國鋁業的產品。

### 長度版本
B9TL最初只提供12米長的三軸版，於2006年底為英國市場而推出兩軸版的B9TL，用來取代已經出產7年的B7TL。B9TL有不同長度可供選擇，兩軸版的長度可達11米，而三軸版可長達13.36米。

### 車身
B9TL可選配多款車身，主要包括蘇格蘭亞歷山大丹尼士供應的Enviro 500、澳洲傲群的CR223LD、Optimus，以及北愛爾蘭萊特巴士的Explorer及Eclipse Gemini車身。

## 各地的富豪B9TL

### 香港
於2002年引進B9TL的九龍巴士，不但是香港首家採用B9TL的巴士公司，也是三軸版B9TL在全球的啟用者。城巴於2010年引入首輛B9TL，卻是兩軸版本。新世界第一巴士及母公司皆是新創建集團（滙達交通服務）的城巴於2014年購入三軸版的B9TL，包括首次引入11.3米的三軸版本。
由於香港在1980年代初修訂法例，規定兩軸巴士的最高承重為16噸，所以此後香港新引進的雙層巴士都採用三軸底盤。隨著1990年代中期引入的富豪奧林比安10.4米、丹尼士巨龍9.9米，都在2010年代逐漸屆退役車齡，香港的專營巴士公司都希望引進新型兩軸雙層巴士降低營運成本，尤其是香港的收費隧道及道路，都會按車軸數量增收附加費，兩軸雙層巴士也可用於客量較少，但單層巴士又不足應付的巴士路線。政府因應巴士公司的要求把兩軸雙層巴士的承載量放寬至18噸，其中尾軸獲准增加至11.5噸。九龍巴士和城巴分別各引入一輛作測試，唯引進過程並不順利，在香港檢驗時發現滿載下仍然超重，被運輸署拒絕發牌。為通過測試，兩軸版的B9TL需要拆除多達7個座位，把總重減輕後方能通過檢驗，載客量減少至85人，比同為兩軸的Wright StreetDeck、亞歷山大丹尼士Enviro 400及VDL DB300都要少，因此九龍巴士和城巴購入樣辦車後便沒有再增購。
香港的九龍巴士及城巴都有購入B9TL的12.8米三軸版試用，但引進過程與B9TL的兩軸版本一樣不順利，九龍巴士的12.8米樣辦車在運輸署檢驗期間，進行傾斜測試時翻倒撞向測試斜板的護欄，導致車身受損，玻璃爆裂。經過代理商修復後成功通過驗車，但因為12.8米車身十分長，且本車型採用尾軸驅動，在轉向方面不及採用中軸作驅動軸的Enviro 500 MMC靈活，故此香港沒有購買更多12.8米版本車輛。

#### 九龍巴士

##### 樣辦車

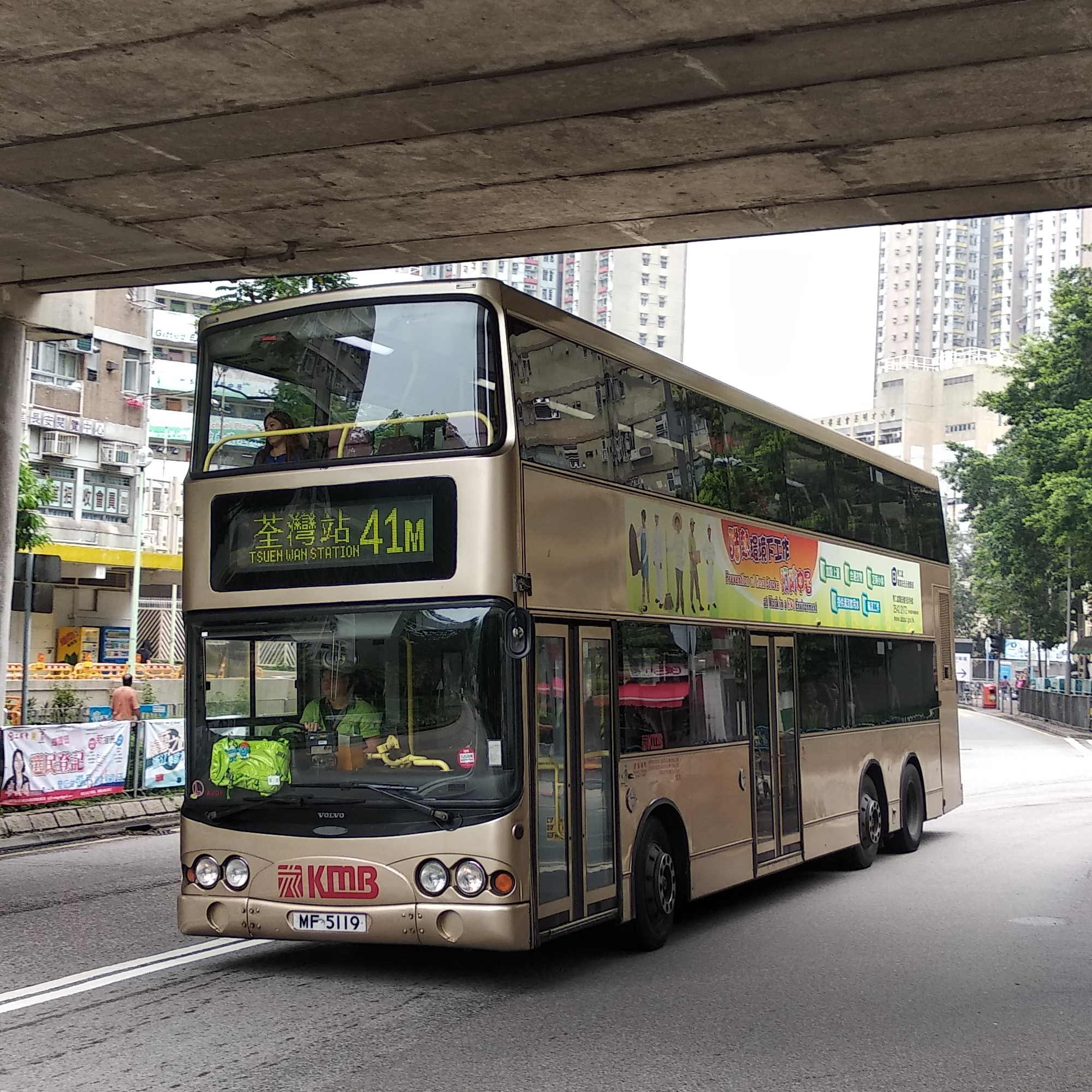
配Volgren車身的B9TL樣辦車AVD1。

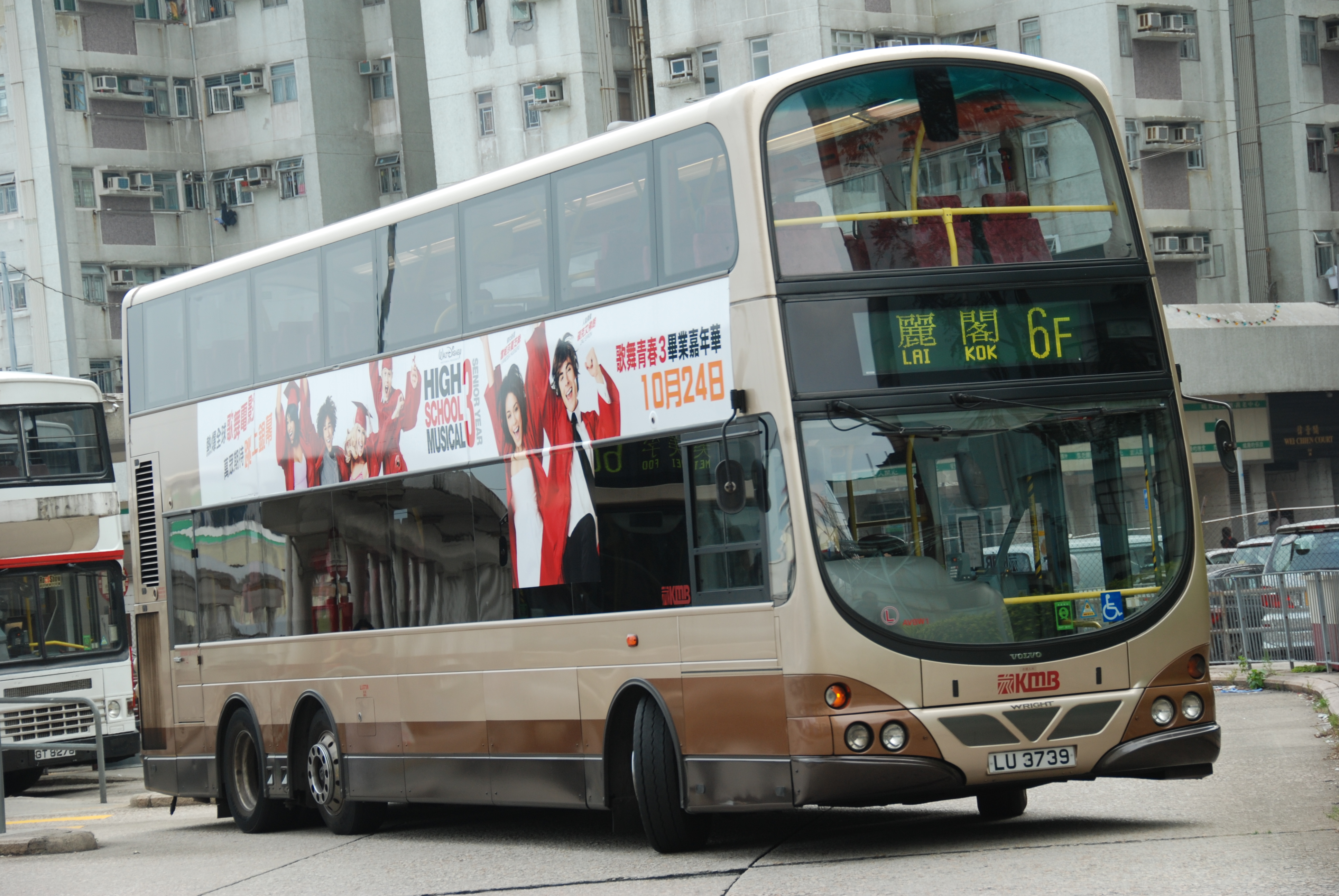
配Wright車身的其中一部B9TL樣辦巴士（AVBW1）。

九龍巴士共擁有10輛富豪B9TL樣辦巴士，其中5部樣辦巴士（AVD1、AVBE1、AVBW1、AVBW15和AVBW26）的特點為出廠時中軸採用與前軸完全一樣的合金車輪。（維修時有可能被換上新款式車輪，即B9TL量產巴士前軸的車輪）

##### AVD1
首輛B9TL樣辦巴士於2003年7月抵港（有關圖片 （页面存档备份，存于）），用以測試九龍巴士的「全環保巴士驅動系統」（Eco-driveline），該車配澳洲Volgren車身，採用富豪自家D9A引擎，能輸出300匹馬力，配置Vogelsitze座椅，於2004年3月完成首次登記，編號為AVD1（Air-conditioned Volvo Demo的英文字頭），車牌LJ7006，並於同年5月投入服務。該車投入服務初期行走西區海底隧道巴士線905，其後改為行走42C及30X線。AVD1的牌照在2004年12月15日到期，有人推測AVD1將售予英國、澳洲或新加坡。2004年12月12日，巴士迷世界舉行「再見！AVD1」遊河。
AVD1於同年12月21日前往澳洲。2005年8月，AVD1更換了符合歐盟四型環保標準的D9B引擎（馬力調高至310匹），及加裝AdBlue儲存缸後被運返香港，2006年2月重新登記車牌為MF5119（舊車牌已經於早前因九巴沒預計AVD1會回歸而取消），5月與同樣配有符合歐盟四型環保標準引擎的亞歷山大丹尼士Enviro 500（MJ2927，車隊編號ATEU1）一起投入服務。AVD1回歸香港後初期常行走6C線，2007年3月九龍巴士為測試歐盟四型巴士行走快速公路的性能安排AVD1與ATEU1一同改行68X線，AVD1於2016年12月已更換LED光管照明。

##### AVBE1
另一輛配TransBus Enviro 500車身 B9TL樣辦巴士於2004年第三季被購入，該車同樣採用富豪D9A引擎，採用ZF 6HP592C波箱，並使用直樓梯，於2005年1月完成首次登記，編號為AVBE1（Air-conditioned Volvo B9TL Enviro500的英文字頭），車牌LU3721，並於同年2月投入服務。但是AVBE1投入服務後經常壞車，全車每一部分都曾出現故障，同年年中於九龍巴士工程部將AVBE1進入車廠大修，壞車情況才得以改善。此外，工程部還將本來使用不足半年的Hanover電子顯示屏，改為試驗性採用瑞士Gorba電子顯示屏。

##### AVBW1、15、26
3輛B9TL樣辦巴士全部配WrightEclipse一型車身，車隊編號為AVBW1、15、26，全部同樣採用上述的D9A引擎，AVBW15最大馬力上調至340匹；AVBW1/26仍舊採用ZF 6HP592C波箱，唯AVBW15則使用Voith DIWA864.5D4波箱，三車俱使用直樓梯。首部樣板巴士於2004年第三季隨AVBE1被購入，該車採用Gorba電子路線顯示屏，有別於常用的Hanover電子顯示屏，於2005年1月完成首次登記，編號為AVBW1（Air-conditioned Volvo B9TL Wright的英文字頭），車牌LU3739，並於同年2月投入服務；其餘2輛B9TL樣辦巴士隨九龍巴士訂購首批量產巴士時被購入，編號分別為AVBW15及AVBW26。AVBW1初期常行走紅磡海底隧道102線，而AVBW15及26初期則行走60X線。
另外5輛B9TL樣辦巴士配上萊特日蝕雙子星二型車身（AVBWU1、AVBWU291、AVBWS1和3AVBWU1-2），其規格和配置請閱本文富豪B9TL巴士AVBWU、AVBWS和3AVBWU三段。而最後三輛為配Gemilang的富豪B9TL，有關內容請看AVG部份。

##### AVBW

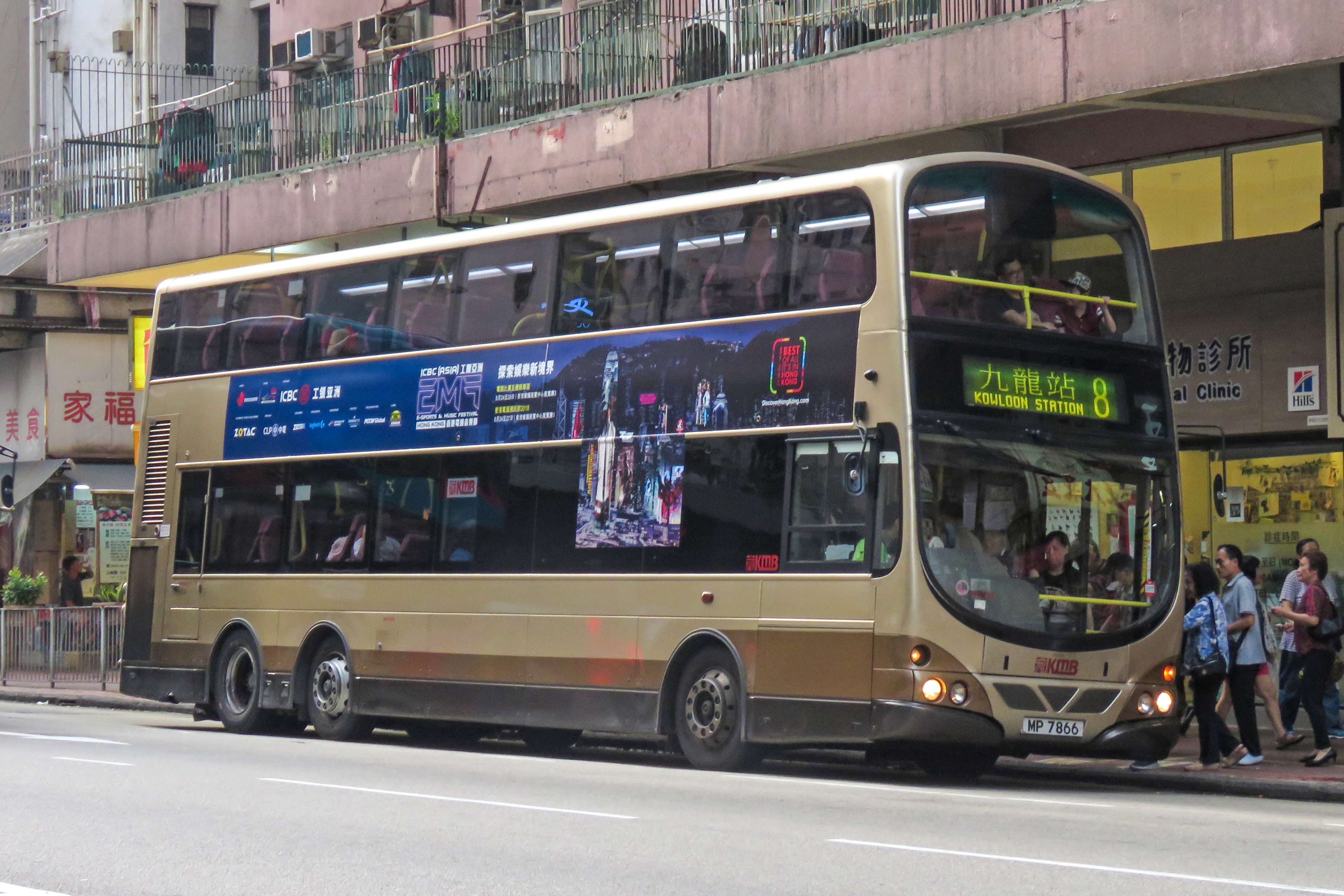
九龍巴士AVBW63（MP7866）正在行走線，此車安裝了Gorba電子顯示屏。

九龍巴士於2005年初訂購23輛配Wright車身B9TL，車隊編號為AVBW2-14，16-25，全數配用ZF 6HP592C波箱，首輛巴士於2005年7月抵港，新車連同2輛樣辦巴士於同年10月6日至2006年5月正式出牌及投入服務，此批車的特點在於有5輛巴士（AVBW8-12）是採用Gorba電子顯示屏（與AVBW1相同），並使用富士空調系統（其餘新車則使用日本電裝空調系統）。九龍巴士宣傳此批巴士為「超智能巴士」，用以表示此款巴士內置電腦檢測系統。
2005年底，九龍巴士增訂的88輛B9TL，其中38輛配Wright車身，車隊編號為AVBW27-64，另外50輛配亞歷山大丹尼士Enviro 500 Mk II車身。配Wright車身的巴士全數配用ZF 6HP592C波箱，其中10輛（AVBW41、48、51、55、59-64）配備Gorba電子顯示屏、使用Vogelsitze座椅及富士空調系統。在最後6部AVBW當中，除了AVBW61外，其餘5部採用了Ventura車門。
現時所有AVBW都編配到沙田車廠、荔枝角車廠及九龍灣車廠。AVBW4、6、7於2012年改置新款凱倫自動報站系統作測試，並由荔枝角車廠轉至九龍灣車廠，期間AVBW6及7曾短暫調往屯門車廠進行測試，惟不久後被調回九龍灣車廠。為了節省耗油量，九龍巴士已陸續為波箱電腦加裝Topodyn節能程式。AVBW於2016年9月全數已更換LED光管照明；2019年8月，九龍巴士陸續於AVBW車隊上安裝電子路線圖。

##### AVBE

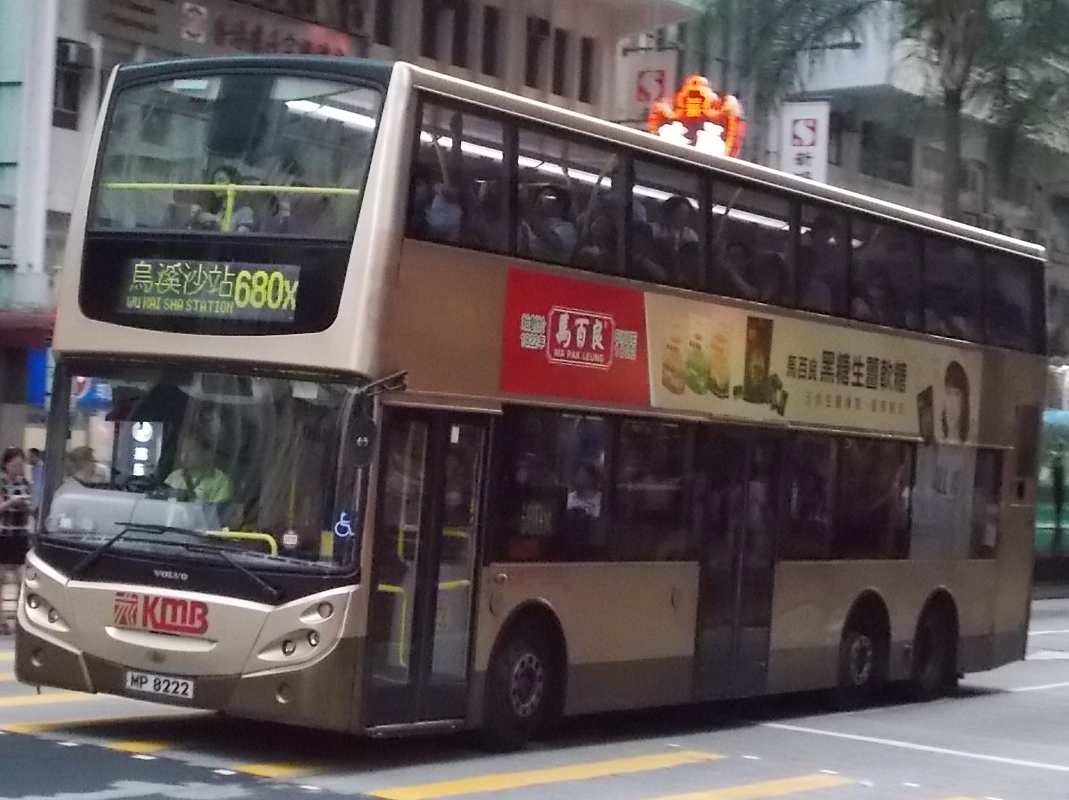
九龍巴士其中一輛配亞歷山大丹尼士Enviro 500車身及使用Hanover電子顯示屏的B9TL。

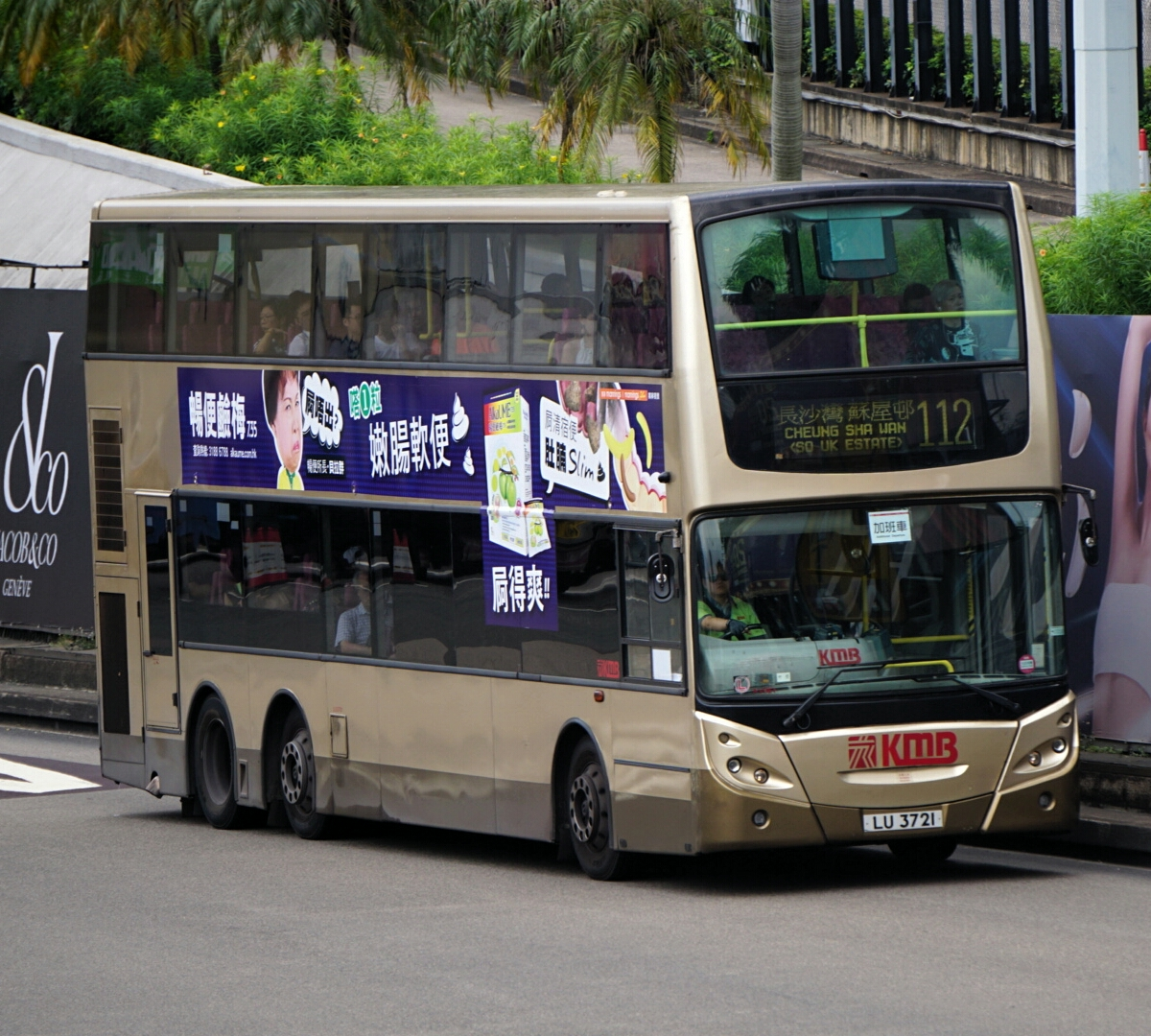
九龍巴士第一輛配亞歷山大丹尼士Enviro 500車身及使用Gorba電子顯示屏的樣板B9TL。

2005年底，九龍巴士訂購的88輛B9TL，其中50輛配亞歷山大丹尼士Enviro 500車身，後者全數配備Hanover電子顯示屏，惟樣板車（AVBE1/LU3721）於出牌後不足半年被換上Gorba綠色LCD電子路線牌。AVBE1-15、17、19-21、23、25配用D9A-300引擎及ZF 6HP592C波箱，AVBE16、18、22、24、26-51配用D9A-340引擎及Voith DIWA864.5D4波箱；AVBE39-40、42-51使用Vogelsitze座椅。
2007年年中，載通國際再引入一批新巴士，包括45輛B9TL及1套車身組件，其中35輛B9TL提供給九龍巴士（即AVBE52-86），10部編配予龍運巴士（即701-709、401），全數配亞歷山大丹尼士Enviro 500車身及使用Gorba電子顯示屏，並在車尾冷氣槽位裝設了倒車閉路電視；AVBE52-66配用D9A-300引擎及ZF 6HP592C波箱，AVBE67-86則配用D9A-340引擎及Voith DIWA864.5D4波箱。座椅方面，而AVBE67-74、76、80、83-86使用Vogelsitze座椅，其餘則使用Lazzerini座椅。2014年5月，其中一部巴士（AVBE53）更換為輕量化的Lazzerini CityLight座椅；全數AVBW及AVBE新車已於2006年6月2日至2008年3月26日正式出牌及投入服務。而這批B9TL（即AVBE52-86、701-709、401）亦是九龍巴士屯門裝嵌廠進行裝嵌車身的最後一批巴士（裝嵌廠現已改變為嘉士伯香港物流中心，2016再度改變為維他奶香港物流中心）。
AVBW27-64、AVBE2-13服役初期貼有「2006」字樣，AVBE14-21、23-66貼有「2007」字樣（雖然AVBE14-25在2007年投入服務，但左右車身前方曾經貼有「2006」字樣），而AVBE22、67-86則貼有「2008」字樣（AVBE22於2008年時為了配合廣告拍攝，故把原有的2007字樣改為2008）。所有字樣於開始服役兩年後陸續除下或被廣告覆蓋。
配備歐盟三型引擎的B9TL現時主力行走7、8、8A、12、32M、39A、60M、69M、83K、85、85A、86、86K、88K、234A、234B、261、272K及289K。其中的8輛巴士（AVBE33-38、41、54）均設有行李架，以方便乘客攜帶行李登車，這八輛車因應開辦新線而出現車源緊張而借調到龍運巴士；並於2017年8月正式歸還，現已拆除行李架。
為減低燃油消耗，九龍巴士將所有歐盟三型B9TL加裝節能程式，配ZF波箱的車輛已加裝Topodyn節能程式，而配用Voith波箱的B9TL則全部已加裝SensoTop節能程式。其中三輛Enviro 500車身的B9TL（AVBE55、60、64）於2017年2月原Gorba電子顯示屏換上Hanover 橙色LED電子顯示屏。AVBE於2016年9月全數更換LED光管照明；2019年10月，九龍巴士陸續於AVBE車隊上安裝電子路線圖。
2020年，鑑於九龍巴士大量巴士出現退役潮，令車源變得緊張，加上2019冠狀病毒病疫情令龍運大部份路線客量減少而縮減班次，使龍運巴士數目出現過剩現象。經運輸署批准，龍運巴士車隊編號701、702、704、706-710（710為前半豪華版本）於2020年9月1日暫時借予九龍巴士並分別入籍荔枝角車廠（L）及九龍灣車廠（K）。運輸署規定暫時借予巴士只能行走3B、7、7B、8、11、12、21、31B、36A、41M、43B及203E線，以上各車均已於2020年12月售予九龍巴士，車隊編號更改為AVBE87-94。703、705已於2022年1月正式售予九龍巴士，車隊編號更改為AVBE95、96。所有巴士均設有行李架，以方便乘客攜帶行李登車。當中AVBE92／NA9187為首輛翻噴香檳金色彩，與九龍巴士一手購入的同款車型看齊。
本批車輛因車齡已高，部分巴士因機件故障而不獲修理，已於2022至2024年間提早退役，而剩餘的巴士只有少數可過渡至2025年退役。

##### AVBWU

###### 直樓梯版本

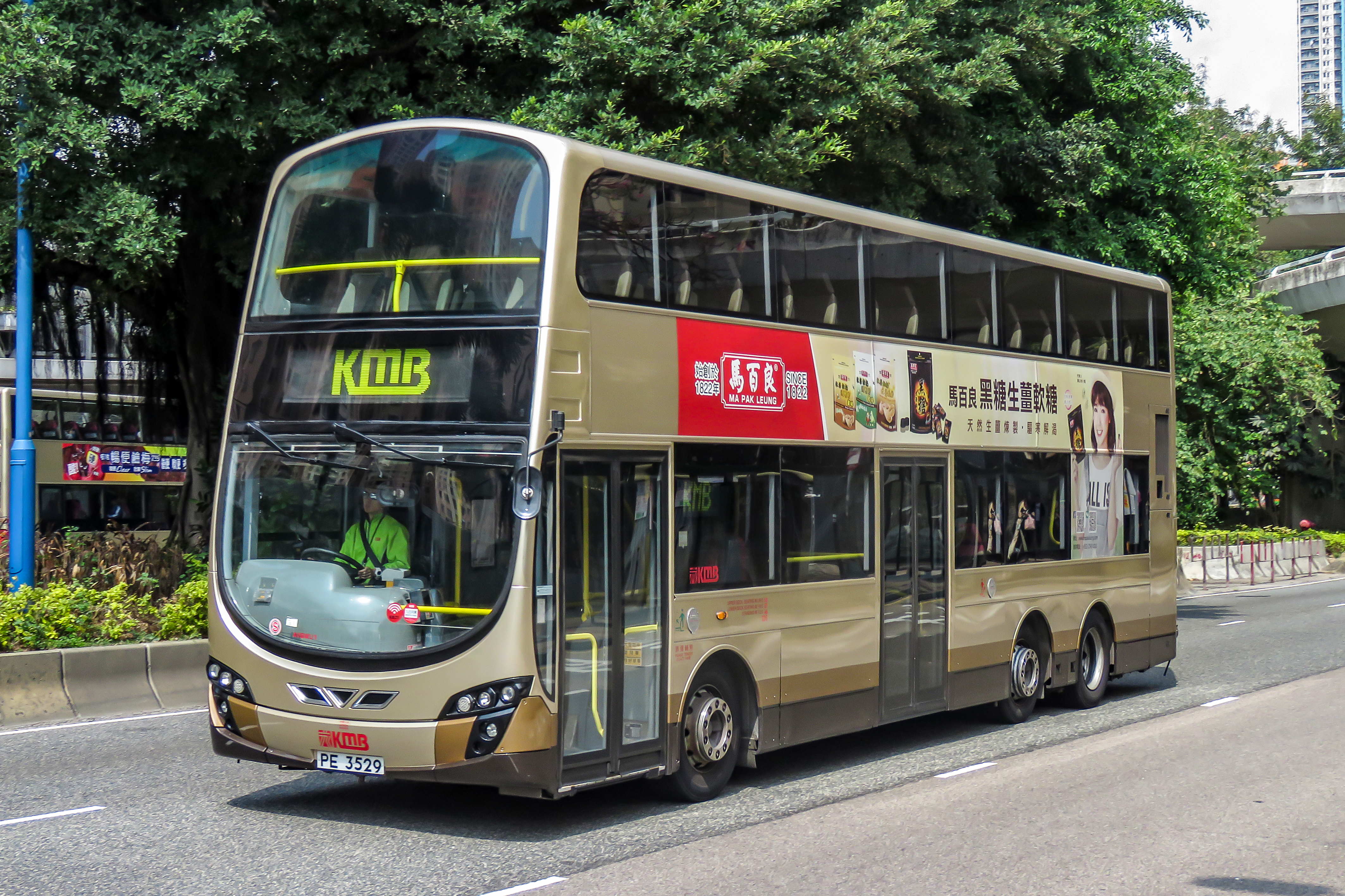
九龍巴士第一部配備Wright Eclipse Gemini 2車身的B9TL，該車已於2018年更換座椅人造皮套

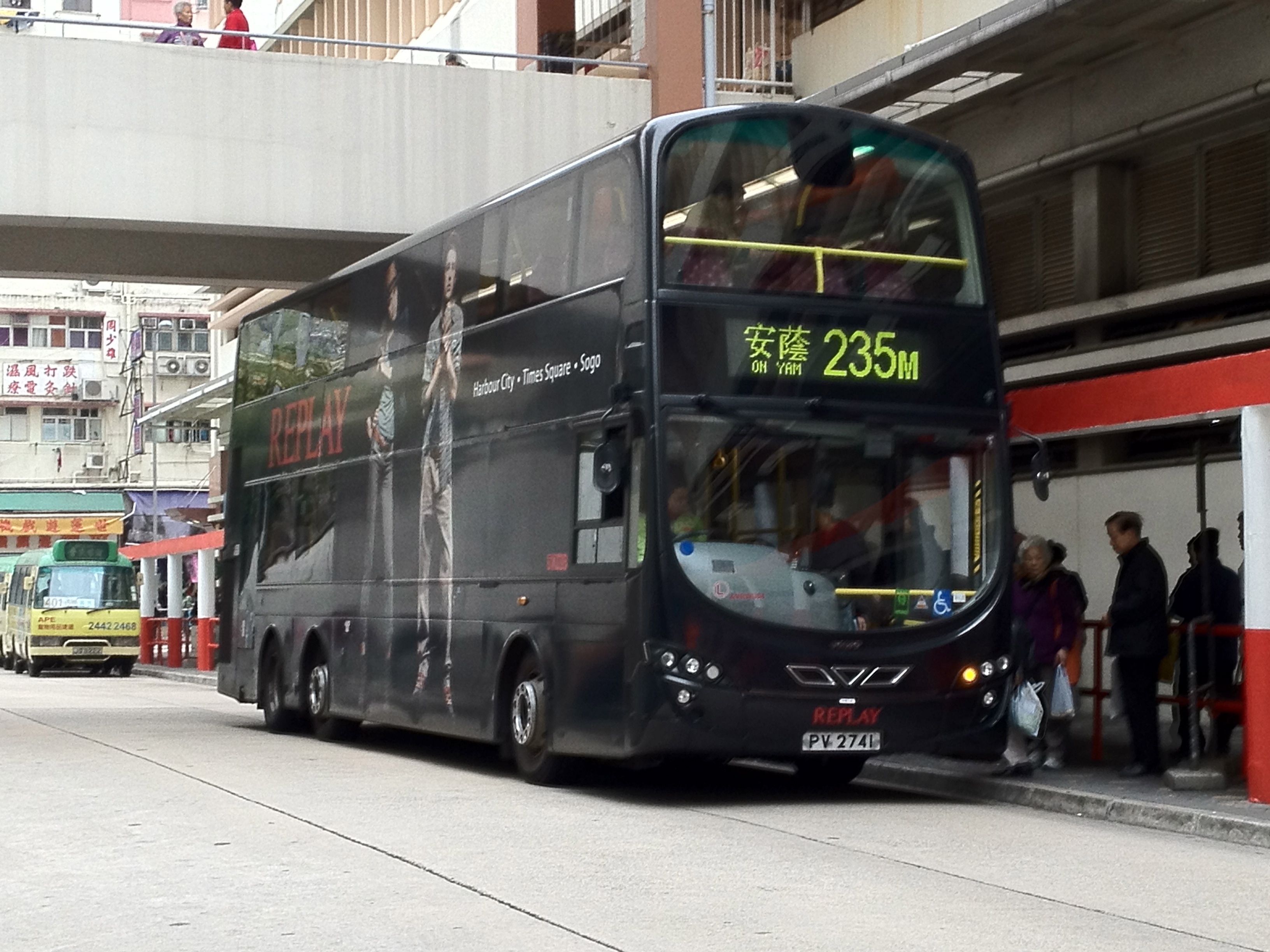
九龍巴士其中一部符合歐盟五型排放全車身廣告的B9TL。此車在車內多處額外增設多個閉路電視鏡頭，為設有額外閉路電視鏡頭的其中一輛。（AVBWU64，PV2741）

2009年，九龍巴士分3批訂購合共290輛配備符合歐盟5型排放的Volvo D9B-310引擎，及配備ZF 6AB1403B波箱的B9TL，全數配Wright Eclipse Gemini 2車身，配置新車咀，使用Vogelsitze System 400/6座椅，車隊編號為AVBWU，為增加最高承載重量，巴士前軸改用了較大尺碼且承載能力較強的305/70R22.5輪胎，並取消使用美國鋁業輪圈，改回傳統設計（設計類似歐盟2型的超級奧林比安前軸輪胎）以盡量增加承載能力，令載重量由歐3版本的23.3噸提升至23.7噸（但經運輸處驗車後，在此批車的載重量降至23.4噸），但受礙於直樓梯設計，最終載客量僅能提升至126人 。及後於2010年5月，九龍巴士再次訂購115輛同款車輛，令車隊總數增加至290部。全數巴士於2010至2011年付運抵港，其中46部巴士於2010年3月29日至8月24日正式出牌及投入服務。2010年9月九龍巴士暫停新車出牌至2011年中，故曾有大批AVBWU囤積於各車廠，情況以大埔廠較為壯觀。由於部份較早期抵港的新車停泊在車廠較入的位置，九龍巴士需先讓較後期抵港的新車投入服務，故較後期投入服務的新車，不少為較早期抵港的車輛，有部份更囤積了超過一年。
以下為290部AVBWU的批次及車廂設施分佈：
- 第1批（60部）：全數使用舊款Hanover電子顯示屏
  - AVBWU1-4、9-10、13、17、40、59：Deans車門、Vogelsitze System 400/6玫瑰色座椅
  - AVBWU5-8、11-12、14-16、18-39、41-46、50-52、54、61、172、186、190-191、202、214、216、220：Ventura車門、Vogelsitze System 400/6巴士仔座椅
- 第2批（115部）：全數使用Ventura車門及大部份使用Vogelsitze System 400/6巴士仔座椅
  - AVBWU253、265：Gorba綠色電子顯示屏、Vogelsitze玫瑰色座椅
  - AVBWU47-49、53、55-58、87、179-180、183、187、193、195、197-199、201、205、207、209-213、215、218、222、242-252、254-264、266、267、270、273、276、279：Gorba綠色電子顯示屏、Vogelsitze巴士仔座椅
  - AVBWU62-63、65-68、71-73、75、77-85、88-103、106、108-111、115、117、123、126、160、208、268、275、277-278：鴻隆電子顯示屏、Vogelsitze巴士仔座椅
  - AVBWU70、74、76、86、130：Gorba綠色電子顯示屏、Vogelsitze巴士仔座椅、車廂內設有額外的閉路電視鏡頭
- 第3批（115部）：全數使用Ventura車門及Vogelsitze巴士仔座椅
  - AVBWU104-105、107、112、119、122、125、128、136、138、144、155、158、167、169-171、173、175-176、181、188、194、204、206、217、219、225、229-230、232、234、237、241、271、272、280、283、288：Hanover2型電子顯示屏
  - AVBWU113-114、116、124、127、129、131、133、135、137、139、140、143、145-154、156、157、159、161-166、168、174、177、178、182、184、185、189、192、196、203、221、223、224、226-228、231、233、235、236、238-240、269、274、281、282、284-287、289、290：鴻隆電子顯示屏
  - AVBWU64、69、118、120-121、132、134、141-142、200：Hanover2型電子顯示屏、車廂內設有額外的閉路電視鏡頭。

AVBWU1-290於2016年9月全數更換全數更換LED光管照明；2019年10月，九龍巴士陸續於AVBWU1-290車隊上安裝電子路線圖。AVBWU270（RJ7114）原Gorba綠色電子顯示屏因電子零件損毀並無法修復，於2017年12月更換由退役丹尼士三叉戟三型（ATR155）拆卸的鴻隆橙色LED電子顯示屏，不過其故障率比Gorba綠色電子顯示屏更高，最後此車於2022年10月調往荔枝角車廠前終被換上由其他退役巴士拆出的Hanover黃色電子路線牌，成為唯一一部更換第三套電子路線牌的富豪B9TL；AVBWU201、222、245及262原有的Gorba綠色電子顯示屏因本港代理結業致無法維修，於2018年3月更換自退役Neoplan Centroliner拆卸的Hanover電子顯示屏，AVBWU10、17、20、42原舊款Hanover電子顯示屏於2019年11月換上同款橙色LED電子顯示屏，AVBWU254於2020年3月原Gorba綠色電子顯示屏更換Hanover橙色LED電子顯示屏。
而因應香港政府資助更換歐盟2期引擎的商業車輛的計劃（2017年12月31日截止），少部份2010年領牌的AVBWU將會在2017年內改裝訓練巴士取代1997-1998年歐盟2型D10A引擎的富豪奧林比安（包括11米版及12米版）及前龍運巴士1998年亞歷山大ALX500車身丹尼士三叉戟三型；其中AVBWU6於2017年4月底開始改裝訓練巴士，後來AVBWU7、12-15於同年6月中陸續開始改裝訓練巴士。
AVBWU1-290已於2010年3月29日至2012年5月31日全數出牌及投入服務，但礙於載客量低，現時主要行走載客量需求不高的路線。此車型主力行走以下路線：1、5A、31B、32M、33A、37、75X、84M、85M、87B、95、234A、286M、296D、高鐵接駁及過海路線W3、113、641、671、690、904。
AVBWU1-290於2019年11月至2023年2月全數陸續加設電子路線圖。

###### 方梯版本

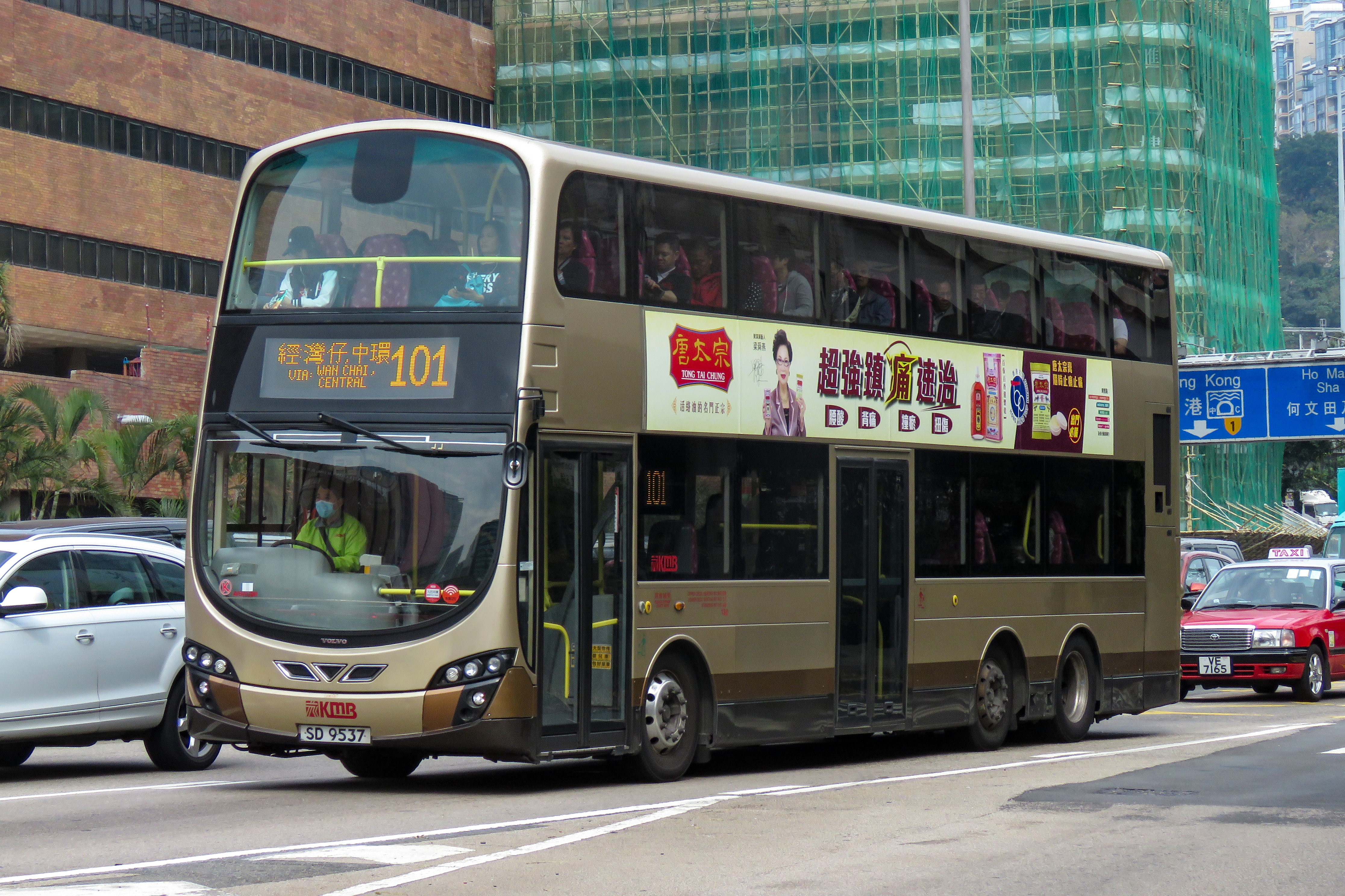
九龍巴士第一部使用方梯設計的Wright車身B9TL

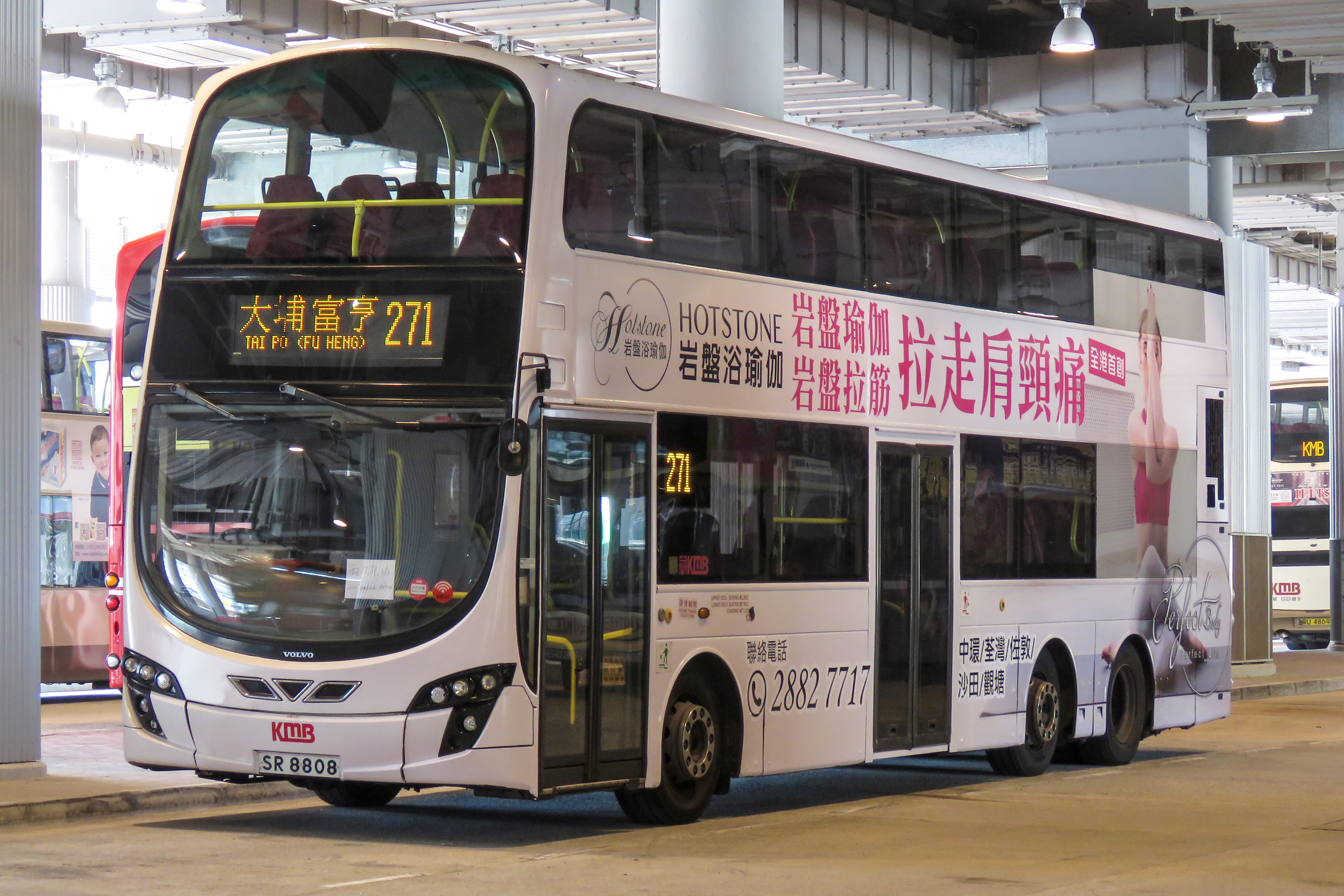
九龍巴士首批採用方梯設計及採用Gorba 橙色LED電子顯示屏的Wright車身B9TL，全車可載客達138人（AVBWU317，SR8808）。

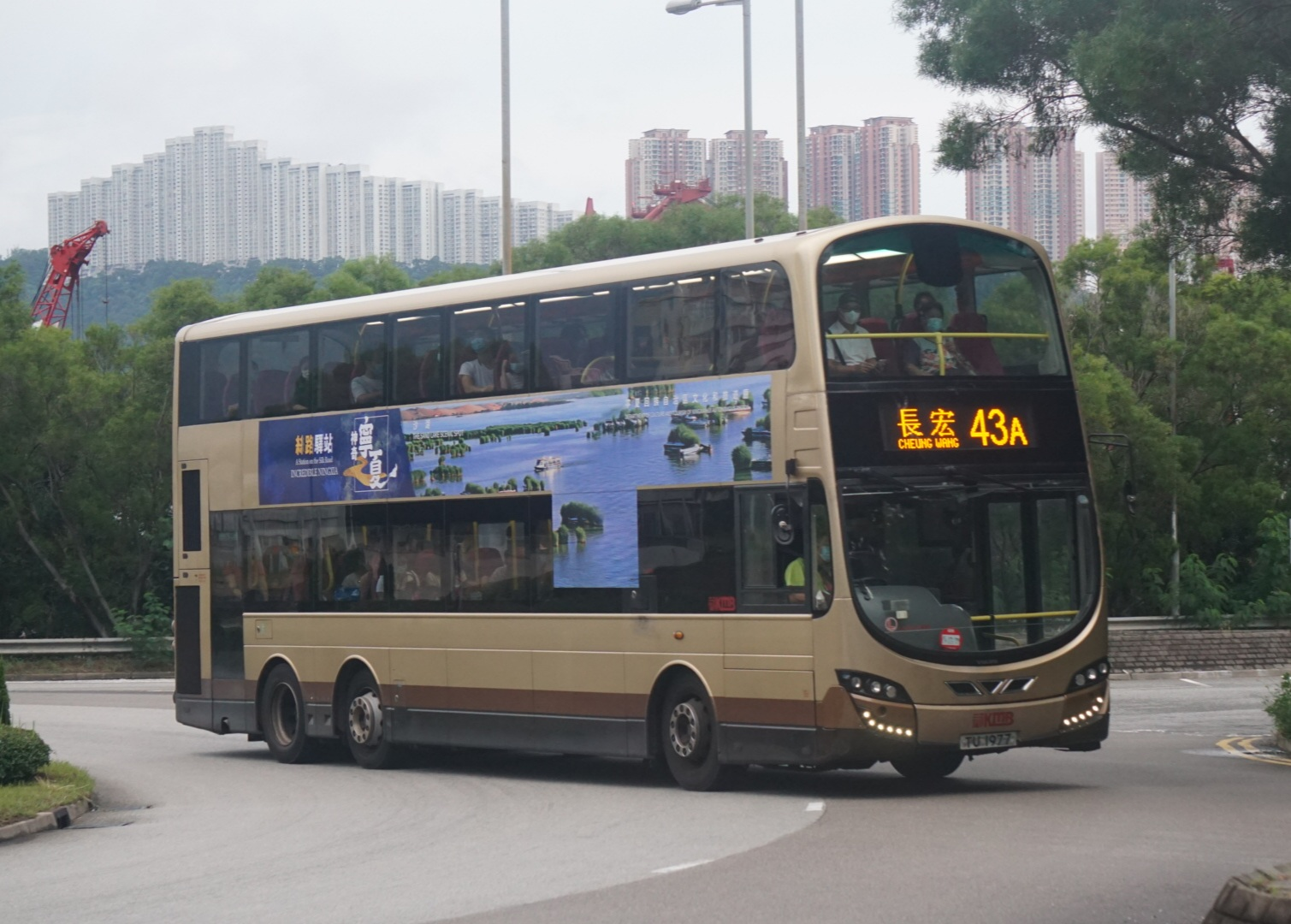
九龍巴士於2014年下半年起新登記的配Wright車身的B9TL，使用Hanover 橙色LED電子顯示屏。

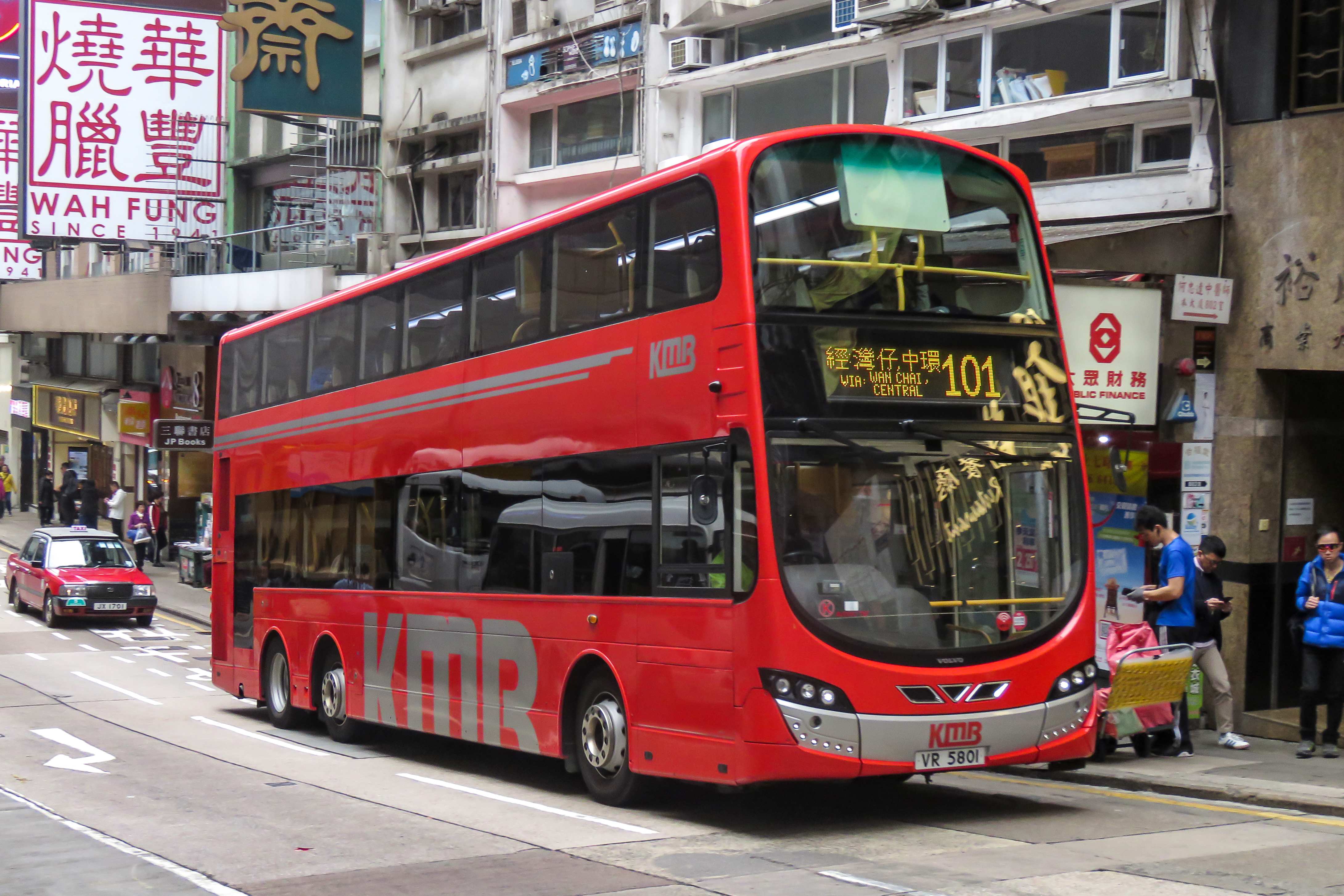
九龍巴士於2017年起新登記的配Wright車身的B9TL，採用紅色新車身顏色及全新車廂設計。

2012年8月，九龍巴士加訂50輛B9TL，車隊編號為AVBWU291-337、339、342、345。此批新車機械配備跟前批車輛大致相同，惟為符合要求，車廂內的樓梯改為方梯以增加載客量，油缸移至樓梯底部，容量減至350升，座位由上一批使用的Vogelsitze System 400/6轉為Vogel Revo S 400、Vogel Revo S 440 及 Vogel Revo S 480，並採用上海凱倫電子的新型自動報站系統。此舉令全車淨重得以降低700公斤並能盡用車廂空間。首輛由英國組裝的樣版巴士AVBWU291已於2013年4月10日抵港，並於2013年6月26日首次到土瓜灣驗車中心驗車。樣版車原本設計於下層梯間設有小窗，惟此設計不合規格，在封閉車窗後再次於7月8日驗車，並於2013年8月9日正式出牌並入籍荔枝角車廠，車牌號碼為SD 9537，翌日首航行走104線。此批車的載客量改為90個座位和48個企位，載客量為138人，比12米版本富豪奧林比安及亞歷山大丹尼士Enviro 500的載客量還要多一名，為目前載客量最多的12米雙層巴士。除了首輛巴士於英國原廠組裝車身和採用Hanover 橙色LED電子顯示屏外，其餘車輛均由珠海廣通客車（中興智能汽車）負責組裝車身和採用Gorba 橙色LED電子顯示屏，下層梯間的車廂組件也不再配備小窗。除了首輛巴士外，其餘新車於2013-2014年運抵本港，並於2013年8月9日至2014年8月29日全數出牌及投入服務，全數車尾四盞LED燈於2016年底陸續拆除；2017年2月，九龍巴士把其中兩部量產版B9TL（AVBWU297、326）更換為Hanover 橙色LED電子顯示屏。同年11月，九龍巴士把其中五部量產版B9TL（AVBWU300-301、306、328及332）更換為Hanover綠色磁翻版電子顯示屏。
2013年8月，九龍巴士訂購了60部B9TL，其中58部屬12米版本（車隊編號為AVBWU338、340-341、343-344、346-389、391-398、401），餘下兩輛為12.8米版本。由珠海廣通客車（中興智能汽車）負責組裝車身，此批新車恢復使用Hanover 橙色LED電子顯示屏，車頭燈組件改以L型設計，車頭大燈下方裝有LED日行燈，其餘規格跟AVBWU上一批巴士相近，全數車尾四盞LED燈於2016年底陸續拆除。
2014年3月，九龍巴士訂購25輛12米B9TL（車隊編號為AVBWU390、399、400、402-423）。由吉隆坡Masdef公司負責組裝車身。車身配置與上一批相同。新車出牌初期，曾配上新款倒後鏡，但後來疑因車長不適應而換上舊款倒後鏡，AVBWU390、399、400、402-405車尾四盞LED燈於2016年底陸續拆除。
2014年9月，九龍巴士再度加訂25輛12米B9TL（車隊編號為AVBWU424-448），並在此批車中改配Voith DIWA864.5波箱，由吉隆坡Masdef公司負責組裝車身。此批車的載重量，正式獲運輸處提升至23.7噸；車身配置與上一批相同。
2015年，九龍巴士第三次加訂25輛12米B9TL（車隊編號為AVBWU449-473），由吉隆坡Masdef公司負責組裝車身。車身配置及機械配備與上一批相同，但改用全新錶版設計，新車車身左側和車尾的電子路線顯示板使用長幅式Hanover顯示屏，以顯示該車行走路線之目的地，輪椅停放區之上加設電子路線圖組件（俗稱「電子乳豬盤」），上層樓梯上方設有新款電視組件，全車總載客量比上三批減少1人，達137人，並於2016年11月24日至2017年1月20日全數出牌。
2016年8月，九龍巴士第四次加訂220輛12米B9TL（車隊編號為AVBWU474-668、678、680、682、683、686-687、691、694、698、700、702、704-706、710、714、716、717、731、738、747、750、755、775、781），並預計用以取代全數丹尼士巨龍9.9米（ADS186-235）、部分一手購入的丹尼士三叉戟12米（ATR2-188）、首批富豪超級奧林比安12米（3ASV1-61）、猛獅24.310 12米（AMN1-30）、Neoplan Centroliner 12米（首批AP1-20及一輛因交通意外而提早退役的次批車輛AP23）以及改裝成訓練巴士的歐盟四／五期巴士（即富豪B7RLE、斯堪尼亞K230UB、歐盟四期Enviro500（ATEU2-10）及低載版同款巴士）。該批巴士部份位置已裝設 QC3.0 USB充電插孔，可供乘客作充電用途，該批巴士其中168輛由吉隆坡Masdef公司負責組裝車身，餘下52輛由北愛爾蘭原廠負責組裝車身（車隊編號為AVBWU571、576、579、583、586、593、595-596、599-600、625-630、635、636、656、659-664、666-668、678、680、682-683、686、687、691、694、698、700、702、704-706、710、714、716-717、731、738、747、750、755、775）該批由吉隆坡裝嵌的最後71輛亦採用紅色新車身顏色及披上本公司新口號（城市脈搏）（車隊編號為AVBWU563-564、567、573-575、577-578、580-582、584-585、587-592、594、597-598、601、603-624、631-634、637-655、657-658、665），改配全新奶白色和咖啡色的仿皮座椅（關愛座為奶白色和棗紅色），上層車廂不設扶手（樓梯及車頭除外），下車鐘按鈕獨立安裝在空調出風口旁。不過有乘客認為該款座椅頭枕過高，椅背彎度過大，坐得並不舒服，反之舊款紅色座椅更為舒適。
首兩輛採用紅色新車身顏色（AVBWU563、564）於2017年6月23日正式出牌。
2017年，九龍巴士第五次加訂104輛12米B9TL，分為80+24兩張訂單（車隊編號為AVBWU669-677、679，681、684-685、688-690、692-693、695-697、699、701、703、707-709、711-713、715、718-730、733-737、739-746、748-749、751-754、756-780、782-797），預計用以取代富豪超級奧林比安12米（3ASV62-118）、猛獅24.310 12米（AMN1-30）及Neoplan Centroliner 12米（AP21-162）。這將是九龍巴士訂購的最後一批富豪B9TL，亦是最後一批採用Wright Eclipse Gemini 2車身的巴士，紅色車身塗裝由吉隆坡Masdef公司負責組裝車身，金色車身塗裝由北愛爾蘭原廠負責組裝車身，除了AVBWU792採用金巴設計外，其餘採用紅色新車身顏色設計；全數新車已於2017年11月27日至2018年8月17日正式出牌和投入服務。
AVBWU734於2018年7月原Hanover橙色LED電子牌更換為同款白色LED電子牌；AVBWU449-797於2019年4月全數陸續加設電子路線圖；AVBWU291-448於同年11月陸續加設電子路線圖，現時此車型主力行走跨區或過海路線。
2023年1月開始，由應運輸署要求，AVBWU449-797陸續在上層所有座位安裝安全帶。同時，因所有車輛均使用Voith波箱及為尾軸驅動，屯門車廠（U）將管理的車輛全數轉至其他三間車廠，以交換其他車廠使用ZF波箱的巴士，意味著屯門車廠沒有B9TL服務。

##### 3AVBWU
九龍巴士在2013年訂購2部12.8米B9TL，由珠海廣通客車（中興智能汽車）負責組裝車身，分別在2014年5月23日及6月20日運抵香港。
首部新車與另一輛亞歷山大丹尼士Enviro 500 MMC12.8米樣板車一同於6月2日在九巴月輪街車廠參與記者招待會，九龍巴士聲稱會安排這兩輛巴士試驗行走43X、49X、277X和279X線，但最終率先調派往73X試行，以收集行車數據。
首輛新車於2014年6月18日於九龍灣驗車中心進行傾側測試時向右翻側，右邊車窗損毀。及後經九龍巴士工程人員檢查維修後，於同年7月4日順利通過傾側測試程序。兩輛新車分別於2014年8月26日及27日正式出牌並入籍沙田車廠，車牌號碼分別為SX2327及SX1716，3AVBWU2其後在2014年10月10日首航73X線。此車為載客量為146人，全數車尾四盞LED燈於2016年底陸續拆除；現時此車型行走278X線。
3AVBWU於2019年11月陸續加設電子路線圖。

##### AVBWS

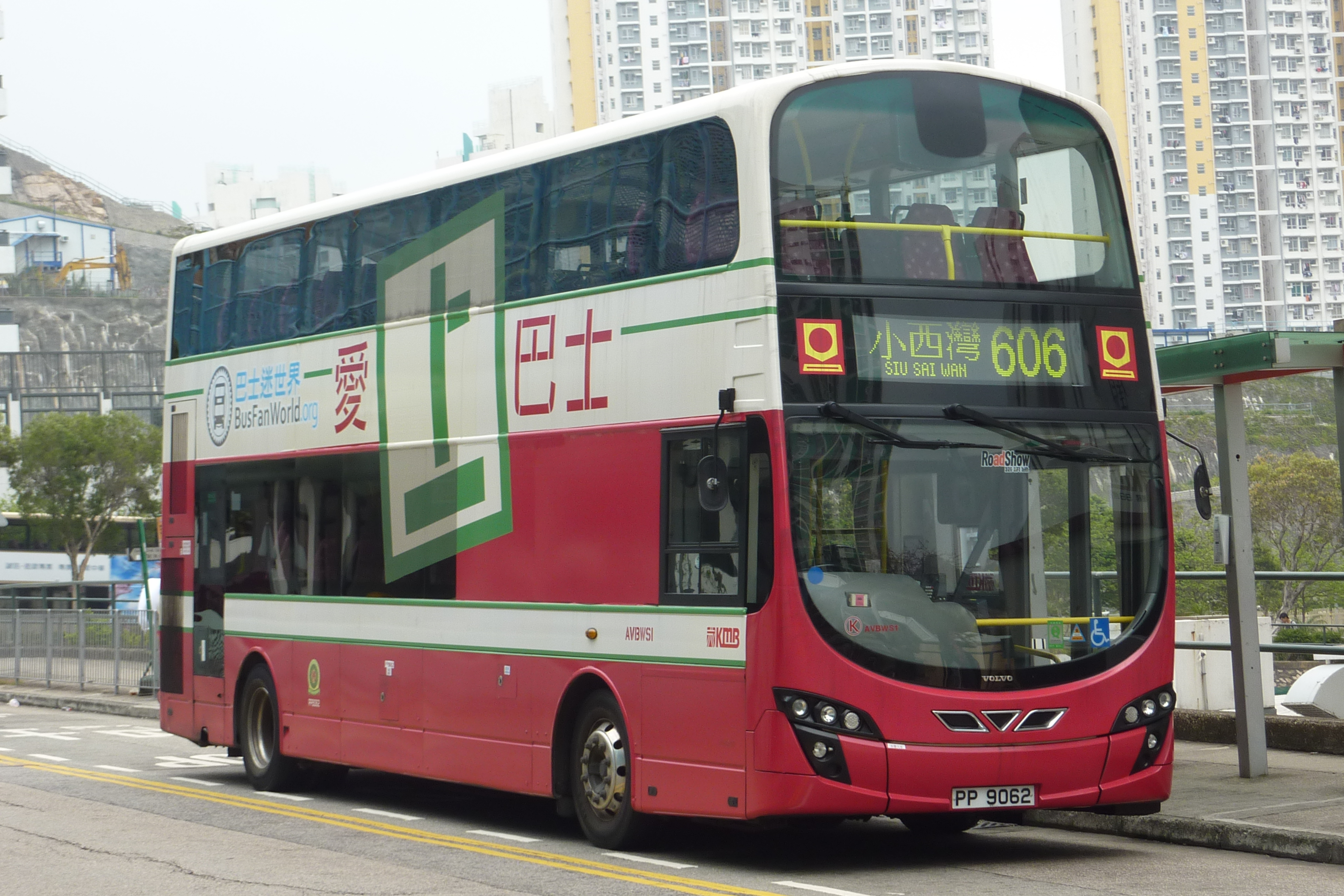
九龍巴士的兩軸B9TL將於2011年12月30日披上紀念巴士迷世界創立20周年的全車身廣告。

2009年，九龍巴士訂購1輛配備歐盟五型引擎B9TL 2軸空調樣板車，此車於2010年8月到港，並於同年10月20日到土瓜灣驗車中心驗車，原本上層車尾是設有座椅，但由於驗車時發現超重，上層尾排座位經已被拆除，以及換上合金車軨，並要求代理商作全面了解該車未能及時出牌的原因及在該車上作出改善。該車現已交予九龍巴士，車隊編號編為AVBWS及入籍九龍灣車廠，車牌號碼為PP9062，現為10線用車。
AVBWS於2020年4月加設電子路線圖。

##### 特別的B9TL
- AVD1為九龍巴士現時唯一採用曲梯設計的歐盟四型雙層巴士，更是唯一配備歐盟四型引擎的富豪B9TL巴士。
- AVBW15所配的Voith DIWA864.5D4波箱，為配備Wright車身的歐三B9TL巴士及所有樣板車中唯一配備Voith DIWA864.5波箱。
- 此款巴士除AVBE2-96在九龍巴士屯門車廠組裝車身外及AVBWU292-389、391-398、401、3AVBWU1-2在珠海廣通組裝車身外，其他所有富豪B9TL都是在中國以外組裝車身後才運往香港。

##### AVG
2017年，九龍巴士訂購了三輛配順豐客車車身的富豪B9TL 12米，三輛已在馬來西亞Gemilang廠房裝嵌中，此車採用「城市脈搏」塗裝，為九龍巴士繼引入配Enviro500車身的B9TL後，近10年來首度引入非歐洲國家車身的B9TL。
三輛巴士被九龍巴士宣傳為「紅巴2.0」，巴士的電子顯示屏改用LCD，惟三輛巴士均已經更換Hanover橙色電子顯示屏。車廂改用Lazzerini Ethos座椅，樓梯加裝了橙色LED照明燈，並將防撞墊加厚一倍。減少車廂電線接駁，方便更換維修，改用了無線落車鐘，每個落車鐘都有獨立識別碼，供車廂接受器辨識，防止干擾誤鳴。而落車門上方改用動態乘客資訊系統取代「請勿下車」燈箱。惟三輛巴士均已拆除該屏幕及裝上「請勿下車」燈箱。上落車門改用巴塞隆拿Masats電動門，惟已轉用新款緊急開門掣，全數3輛已於2018年9月18日至24日正式出牌。2019年3月14日，AVG1-AVG3正式投入服務，主力行走往返屯門碼頭至旺角東站之59X線。於2021年1月18日，該3輛已經被調往61M線。直至2021年7月2日開始，後改行走57M線。
由應運輸署要求，所有車輛即將在上層所有座位安裝安全帶。由於這3輛巴士使用Voith波箱，全數已於2022年9月至12月分別調離屯門車廠（U），九龍灣車廠（K）接收AVG1、沙田車廠（S）接收AVG2及荔枝角車廠（L）接收AVG3，亦同時代表屯門車廠再次沒有B9TL服務。

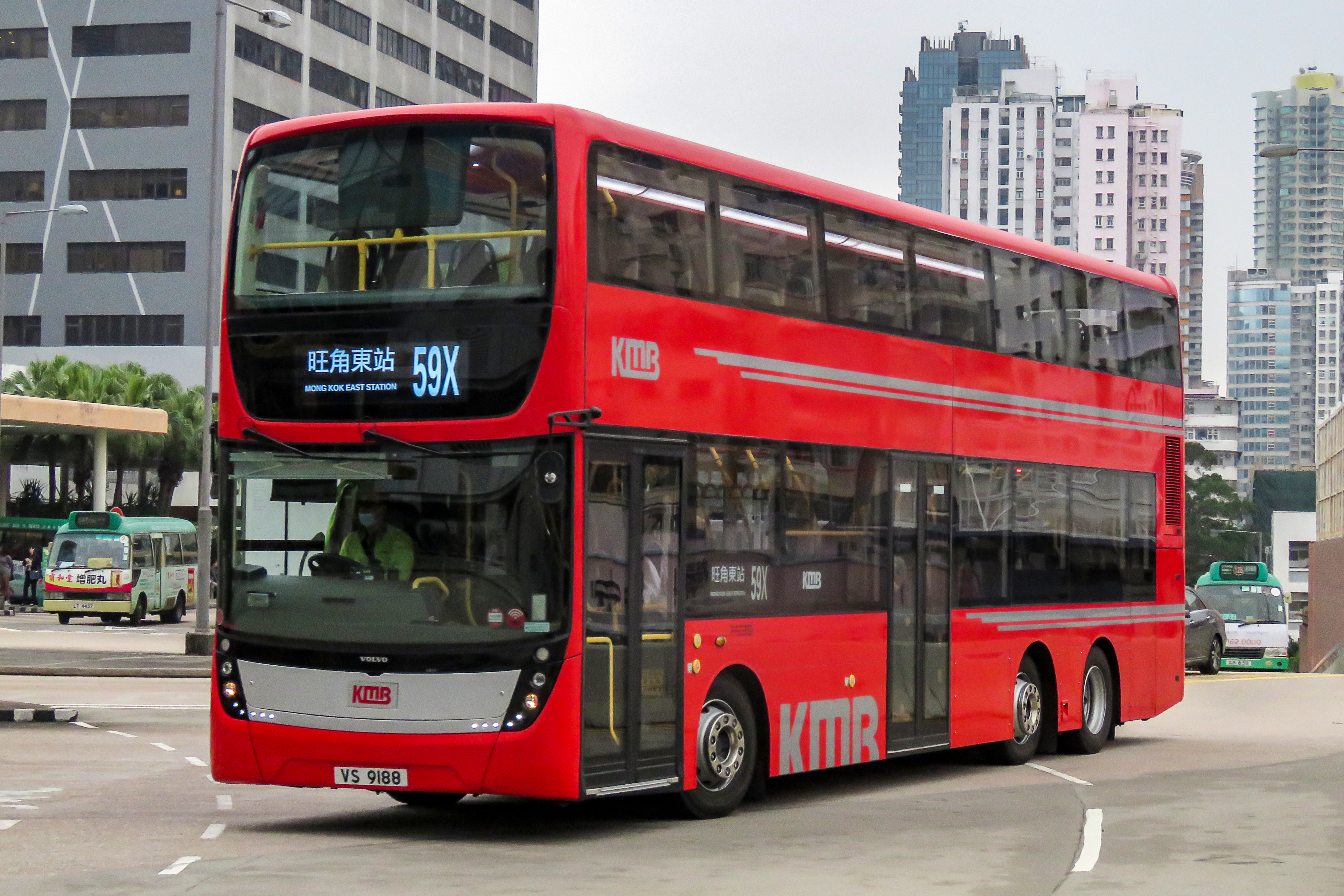
投入運營首日的九龍巴士Gemilang車身B9TL駛入旺角東站
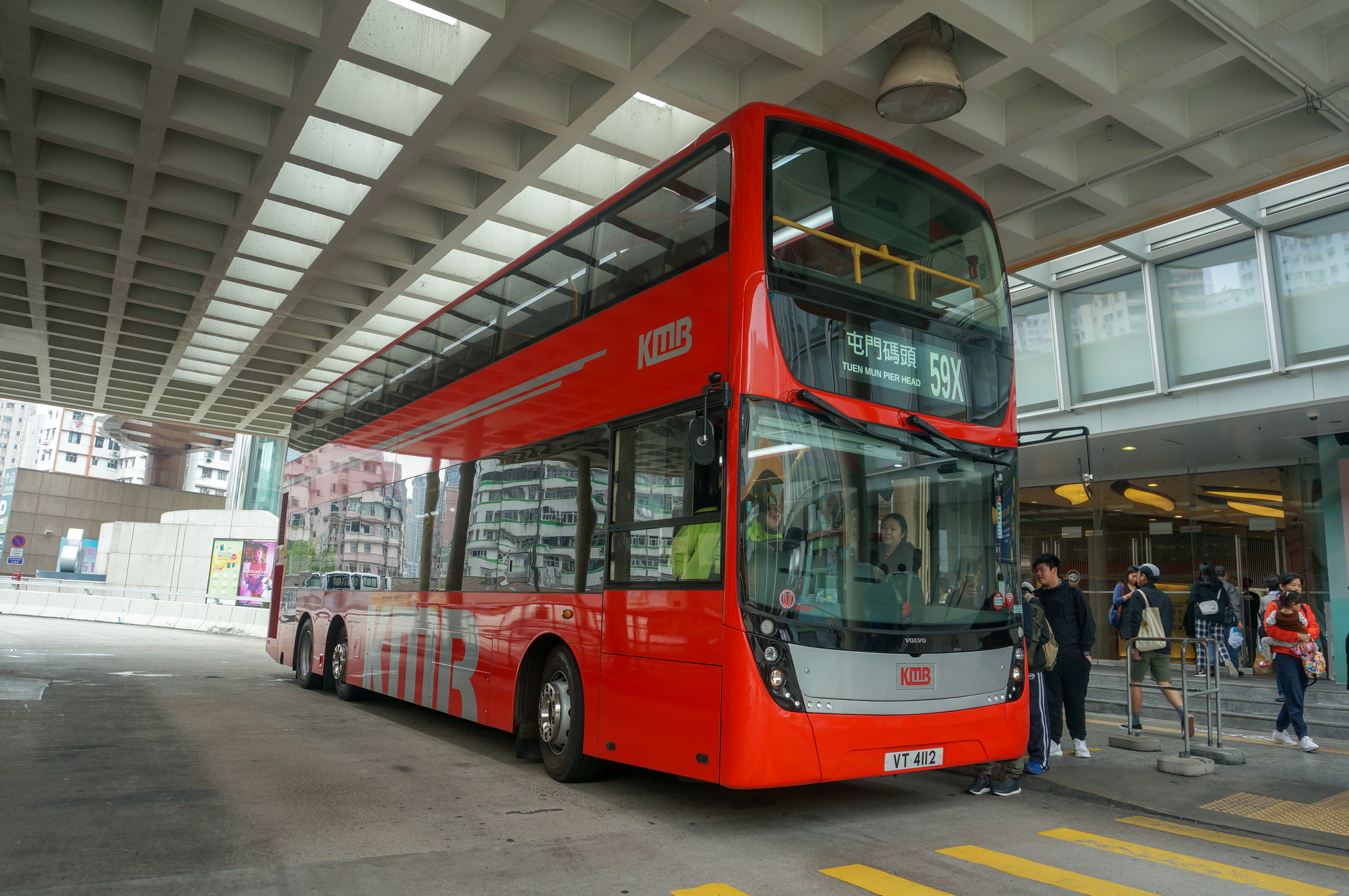
配Gemilang車身的九龍巴士B9TL樣辦車AVG3

##### 因意外而退役的富豪B9TL
2008年12月10日早上，一輛配Wright車身的B9TL（AVBW29，車牌號碼MJ6852）於皇后大道東近灣仔胡忠大廈焚毀，該車已於2009年9月29日直接報廢並拆解。由於經富豪巴士及九龍巴士檢驗後，發現因為肇事巴士的發電機軸承突然發生故障，令溫度高於正常水平而最終起火，富豪巴士決定在九龍巴士於2009年向其訂購的新車訂單中，撥出其中一輛Wright車身的B9TL巴士作為賠償，但後來改為少收訂單中其中一部巴士的價錢。
2019年11月16日黃昏，一輛行走307線往大埔方向配Wright車身的B9TL（AVBWU384，車牌號碼TC9760）於觀塘繞道西行近麗晶花園失事撞壆，巴士底盤完全斷裂，避震彈簧脫落，整副龍骨向右下傾側，只有車尾機件部分較完好，33人受傷。該車事後因頭軸部件損毀嚴重及底盤斷裂而不獲復修，已於2021年3月23日正式除牌退役。

#### 車齡漸高、陸續退役
隨著富豪B9TL車齡已高，有關型號已於2021年開始正式踏入退役潮。
2021年4月24日，九龍巴士首輛富豪B9TL（AVD1／MF5119）在行走40線時於鑽石山站外壞車，一直未能復修，並留在荔枝角車廠（L）閒置多天。同年5月10日，此車被貼上封車紙並標為「劏車」，行車證亦被拆除，不少人紛紛討論AVD1是否會提早退役，惹來不少巴士迷關注及表示可惜。不過於5月13日，九龍巴士一度取消相關退役安排並派出專人檢視及安排維修，同日亦被發現在美孚附近試車，並曾停泊於荔枝角車廠（L）天台，但最後維修失敗，AVD1在6月11日被取消車輛登記並退役，為首輛自然退役的B9TL，象徵香港再沒有配置Volgren車身的雙層巴士行走。同年8月，AVD1在Design 1933被公開招標出售，三個月後被本地巴士迷私人保留，車牌亦改回LJ7006。
配歐盟三期引擎的富豪B9TL即使只有14至16年車齡，因其故障率較高，在2021至2023年開始步入退役潮。
2021年10月5日和7日，九龍巴士先後把其中2輛配Wright Eclipse Gemini車身富豪B9TL（AVBW35／MJ8352和AVBW51／MM3536）除牌退役，成為首批非因意外而自然退役的Wright Eclipse Gemini車身富豪B9TL巴士。
2022年，九龍巴士再把其中12輛配Wright Eclipse Gemini車身富豪B9TL（樣辦車AVBW1／LU3739、AVBW2／MC1037、AVBW3／MC1981、AVBW5／MC2475、AVBW7／MC3782、AVBW23／MG9715、AVBW30／MJ7128、AVBW31／MJ7276、AVBW33／MJ8161、AVBW36／MJ8386、AVBW38／MK9697、AVBW42／MM2598及樣辦車AVBW26／MH7721）車身的富豪B9TL除牌退役。而其餘同款巴士在2023年4月起陸續到達17年車齡，九龍巴士遂將相關巴士大規模除牌，以配合更新車隊的需要。
而最後一輛配第一代Wright Eclipse Gemini車身的富豪B9TL12米（AVBW63／MP7866）於2024年11月1日行畢43線後壞車退役，象徵配置第一代車身的Wright Eclipse Gemini及AVBW已全數退役。
一輛配Alexander Enviro500車身富豪B9TL（AVBE44／MW3461）在2022年2月11日行駛85K線時壞車，事後因車齡問題不獲復修，並在同年4月29日除牌退役，成為首輛退役的Alexdener Enviro500車身富豪B9TL巴士。同年4月至6月，九龍巴士亦把其中2輛配Alexander Enviro500車身富豪B9TL（AVBE11／MP7943及AVBE95／MY8612，前龍運編號703）取消車輛登記並退役，當中AVBE95／MY8612由過檔到退役，只有不足2個月。2023年2月，其中2輛配Alexander Enviro500車身的富豪B9TL（AVBE9／MP7622及AVBE29／MU5012）亦除牌退役。而其餘同款巴士在2023年11月起陸續到達17年車齡，九龍巴士遂將相關巴士大規模除牌，以配合更新車隊的需要。
唯一配第一代TransBus Enviro500車身富豪B9TL（AVBE1／LU3721）於2023年1月9日行畢12A、43B、234A及234B線後封車退役，標誌著配置首代Enviro500 MK1車身的富豪B9TL在香港的服務也告一段落。

#### 龍運巴士

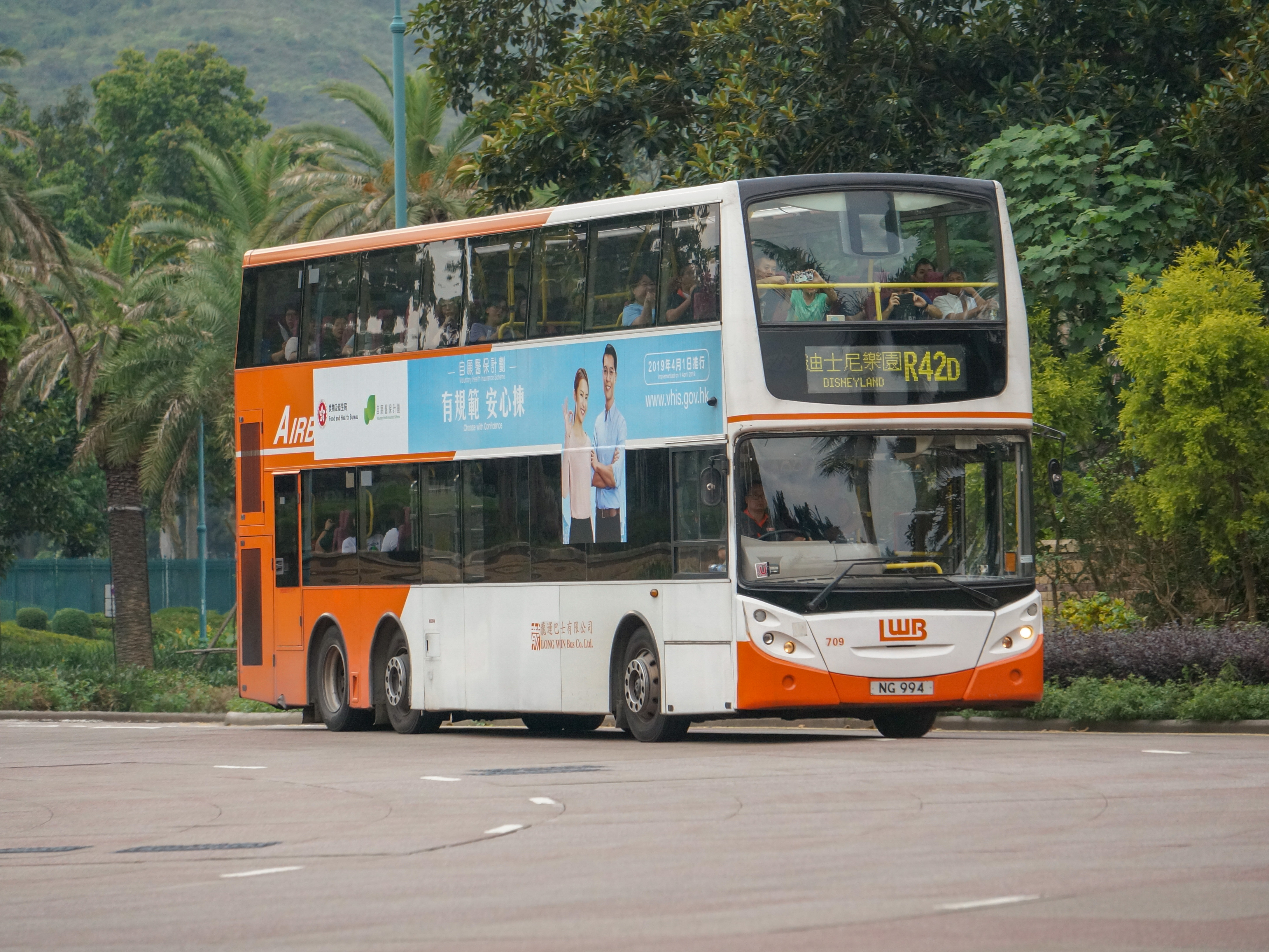
龍運巴士的B9TL，配Enviro 500車身（709／NG994）。全數現已轉售九龍巴士。

在2007年中，載通國際的訂單中，編配其中10輛B9TL給龍運巴士，除了全數使用Gorba電子顯示屏、 配用ZF 6HP592C波箱、使用Lazzerini座椅及下層並配置行李架之外，其他規格與九龍巴士的版本相同，同樣由九龍巴士屯門車廠負責組裝車身，全數已於2007年夏季至2008年春季投入服務，普通版車隊編號為701-709，半客車版為401（設有絲絨座椅）。
401、701-707服役初期貼有「2007」字樣（全部已於2009年除下），而708、709則貼有「2008」字樣（全部已於2010年除下）。
為解決開辦新線而出現車源緊張，龍運巴士由九龍巴士借調8輛B9TL（AVBE33-38、41、54），舒緩問題；該批車輛已於2017年8月歸還。
2016年，401於年驗時更換為玫瑰花紋座椅皮套，2017年之車隊編號由401改為710。
2017年底至2018年初，龍運把701、709先後更換為Hanover綠色磁翻版電子顯示屏；其後2018年中大部分已更換為Hanover黃色磁翻版電子顯示屏。701-710於2018年7月全數更換LED光管照明。
7XX於2020年1月全數加設電子路線圖及加設行李架閉路電視。
鑑於九龍巴士大量巴士出現退役潮，令車源變得緊張，加上2019冠狀病毒病疫情令龍運大部份路線客量減少而縮減班次，使龍運巴士數目出現過剩現象。經運輸署批准，701、702、704、706-710並於2020年9月1日暫時借予九龍巴士並分別入籍荔枝角車廠（L）及九龍灣車廠（K）。運輸署規定暫時借予巴士只能行走3B、7、7B、8、11、12、21、31B、36A、41M、43B及203E線，以上各車均已於2020年12月售予九龍巴士。龍運巴士的車隊編號703、705已於2022年1月正式售予九龍巴士，龍運巴士所有此款車輛均已出售，亦表示龍運巴士成為第一間全面使用中軸驅動巴士的巴士公司。

#### 城巴

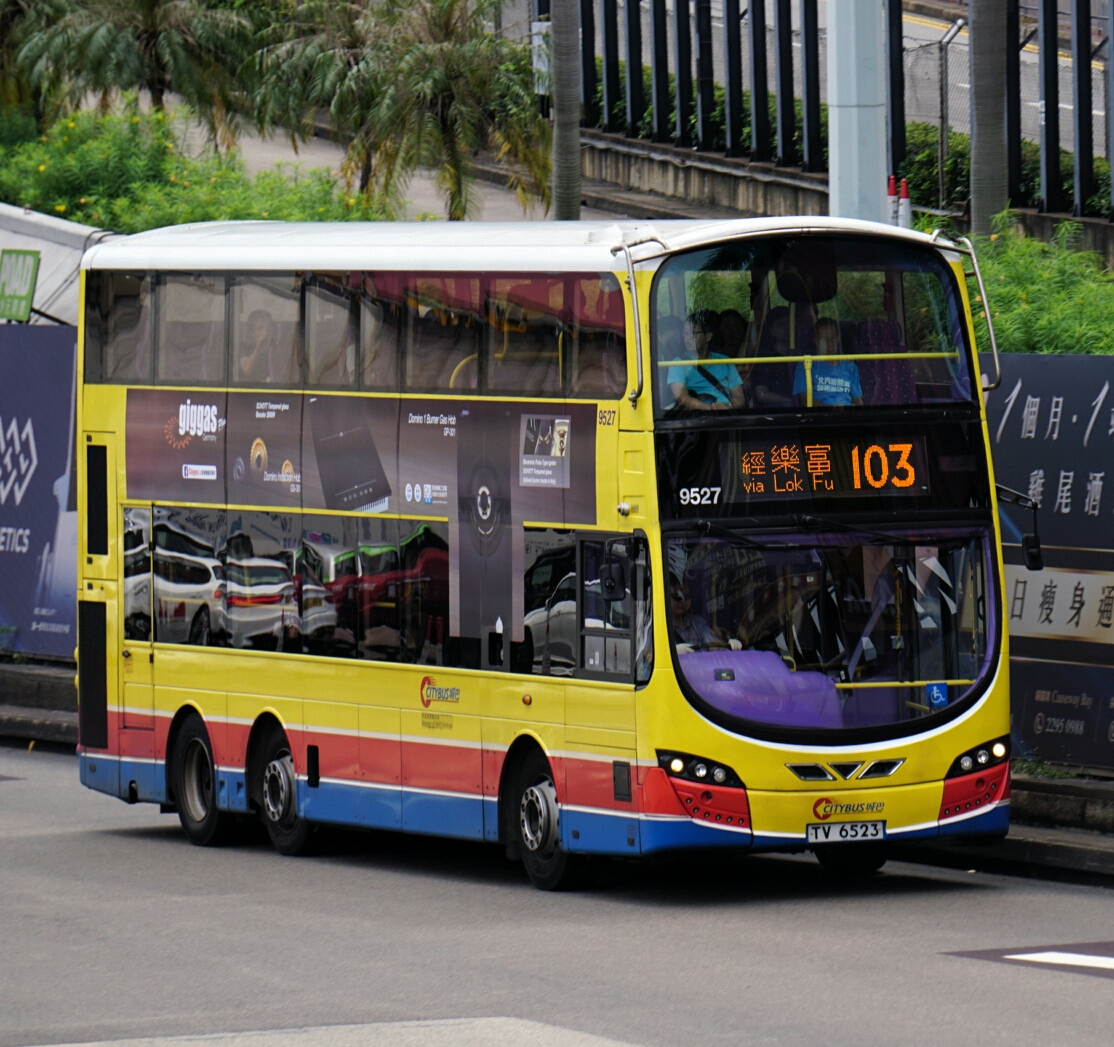
城巴配Wright車身的B9TL 11.3米（9527）。

##### 7500->32000（兩軸10.6米版本）
城巴在2009年購入一部10.6米B9TL 2軸樣板巴士，配Wright Eclipse Gemini 2車身，已於2010年8月到港。連同九龍巴士其他尚未投入服務的車輛，一同暫存於流浮山道的富豪車場。同年10月21日到土瓜灣驗車中心驗車，但該車由於重量關係，上層的尾排座位被拆除，以及換上合金車軨。該車現已交予城巴，並已被編為#7500及入籍黃竹坑車廠，該車已於2010年11月26日正式出牌，車牌號碼為PN8018。
2010年12月7日，有網民於香港巴士論壇張貼一張該巴士於柴灣廠外試車的相片。據該名網民指，下午五時左右在柴灣廠外等候巴士時，見到7500突然出廠，在急忙之下拍攝到該照片，至於7500出廠後的行蹤，網上消息指它曾經駛入小西灣（藍灣半島）巴士總站，但未有載客，並有可能安排給車長熟習駕駛新車。預計當7500營運前的準備工作完成後，便會正式出外載客。
同年12月19日，該車被香港巴士迷會租用，舉行會員遊河活動，這是該車首次在有載客的情況下於市區道路上現身。
翌日12月20日，正式出外載客，並投入服務於260線；直至2011年9月，被調離赤柱區路線、並編定行走690線。
7500於2015年7月加設電子路線圖。
於2023年10月1日起，車隊編號改為32000。

##### 6500->62000（三軸12.8米版本）
2014年3月，Wrightbus International宣布新創建集團為城巴及新世界第一巴士訂購51輛富豪B9TL，包括1輛隸屬城巴，載客量原本聲稱達150人的12.8米樣辦車，同樣由馬來西亞吉隆坡Masdef裝嵌廠負責裝配Wright Eclipse Gemini第二代車身，此車亦為首輛由Masdef裝嵌廠裝嵌的B9TL及唯一由Masdef裝嵌廠裝嵌的B9TL 12.8米），此車與以往Wright Eclipse Gemini 2車身的B9TL不同之處在於車廂內的LED照明系統全面改用城巴機場快線Enviro500 MMC 12米（8000-8065）所採用的黃色LED照明及巴士側牌和尾牌改用Hanover「加長版」LED電子路線牌，並改用新世界第一巴士Enviro500 MMC 11.3米（4040-4051）所採用的Lazzerini CityLight座椅。另外，由於此車左右兩側車身均設有閉路電視鏡頭而令原有顯示屏不能清楚顯示巴士上所有鏡頭的情況，需要另行裝設尺寸稍大的閉路電視顯示屏。此車已於2014年9月29日抵港，車隊編號為6500，並於2014年10月29日進行首次驗車。
基於Masdef裝嵌廠的裝嵌質素問題而需要延至2015年3月17日才獲發牌，車牌號碼為TG2476，與Enviro500 MMC 12.8米（6300）一樣入籍屯門車廠（N），最終載客量因運輸署限制下僅為146人，與6300相同，並於3月20日首航969C線。現時此車於上下午繁忙時段行走969C及969X線，並於平日行走B3系列路線；暫時這輛巴士並不接受任何商業廣告刊登於車上。
由此車主要行走B3X路線，所以需要由應運輸署要求，即將在上層所有座位安裝安全帶。
於2023年10月1日起，車隊編號改為62000。

##### 42025-42054（9500-9529）
在新創建集團購入的50輛11.3米3軸B9TL巴士中，其中30輛11.3米版本為城巴所有，這30輛11.3米連同新世界第一巴士20輛11.3米巴士亦為全球首批11.3米版本的3軸B9TL；這批車預計用以取代30輛富豪奧林比安11.3米巴士（955-960、971-985、989-990、992-998）。新車由吉隆坡Masdef公司負責組裝車身，此批11.3米版本車的載客量為126人，組裝車身工序於2014年9月起陸續運抵馬來西亞進行裝嵌。首批四輛巴士已於2015年8月29日抵港，及後送抵黃竹坑車廠（S）及柴灣車廠（E）。 投入服務初期，新巴士會被撥入37A、37B、37X、40、40M、40P、71、72A及75路線行走。 首輛投入服務的巴士（車隊編號9500）在2015年9月21日出牌，車牌為TR9520。首兩部出牌的富豪B9TL（9500、9501）於出牌後僅僅一日便首航37A及37X線；其餘28部新車（9502-9529）已於2015年10月5日至同年12月10日全數出牌及投入服務。
於2023年10月1日起，所有車輛車隊編號改為42025-42054。

##### 42055-42084（9530-9559）
新創建集團於2014年9月購買95輛配歐盟五型引擎及配備Wright Eclipse Gemini 2車身的3軸B9TL，城巴被分配30輛11.3米長巴士，其中長度為11.3米版本佔30輛；預計用以取代富豪奧林比安11.3米，後者當中兩輛前中華巴士車隊（999-9000、9001-9020、9041、9042；9041和9042為前中巴VA62和VA64）。這批巴士中的首2輛巴士（9530、9531）已於2016年1月25日出牌，分別為TX7541及TX8477；其餘28部新車（9532-9559）已於2016年2月5日至同年5月18日全數出牌及投入服務。
目前，全數60部富豪B9TL主要行走7、37A、37B、37X、40、40M、40P、70、72A、75、90、96、97、98、103、171、592、629及671線。
由應運輸署要求，所有車輛即將在上層所有座位安裝安全帶。
於2023年10月1日起，所有車輛車隊編號改為42055-42084。

#### 新世界第一巴士

##### 42000-42019（4500-4519）

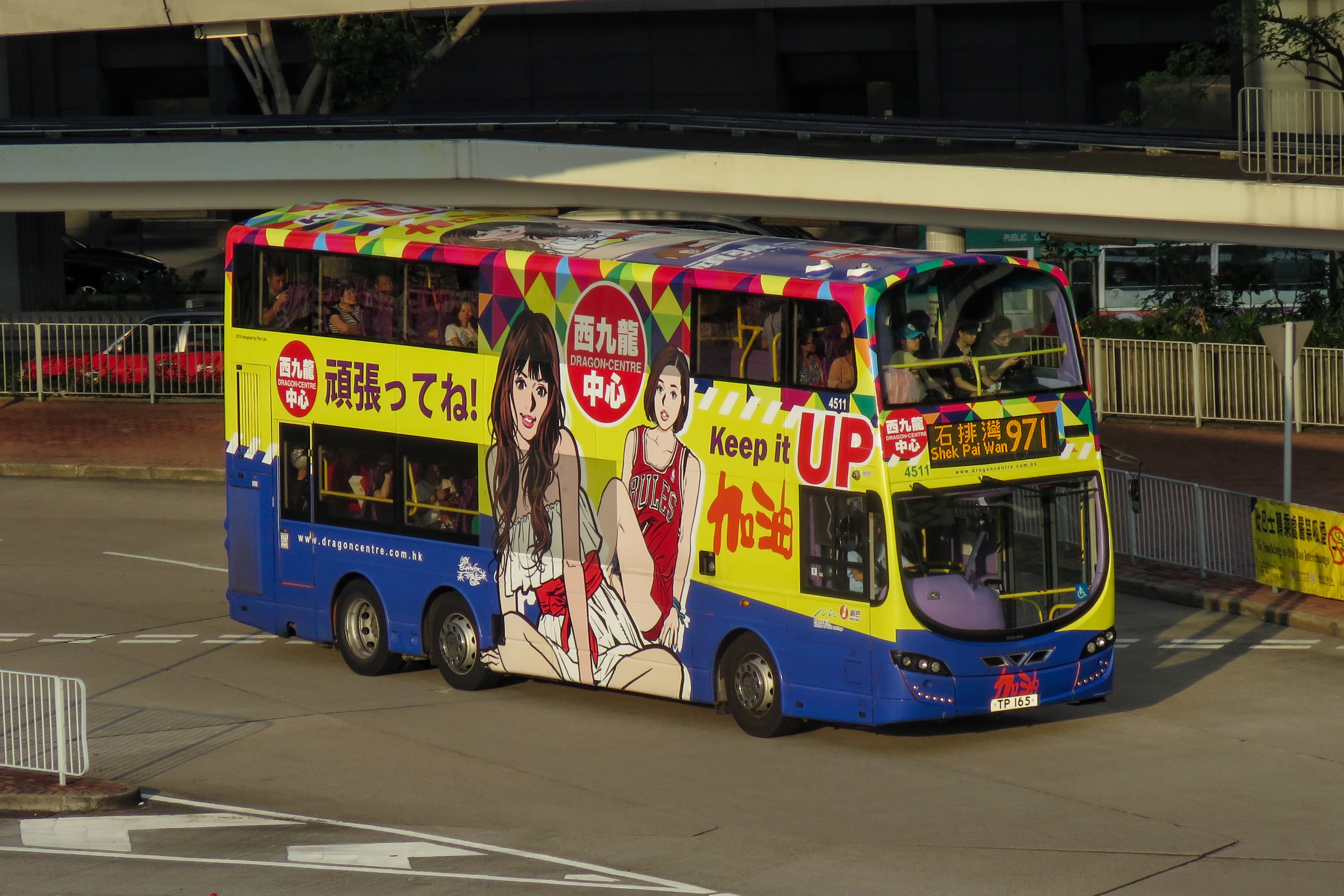
新世界第一巴士配Wright車身的B9TL 11.3米（4511）。

新創建集團將於2014年3月購買51輛採用歐盟五型引擎及配備Wright Eclipse Gemini 2車身的3軸B9TL，其中20輛11.3米版本分配予新世界第一巴士，這20輛11.3米連同城巴30輛11.3米亦為全球首批11.3米版本的3軸B9TL；這批車預計用以取代20輛丹尼士禿鷹11米（DA67-71、DA73-76、DA80-90）。新車由吉隆坡Masdef公司負責組裝車身，全部裝有LED日行燈，而此批車首輛隸屬新世界第一巴士已於2015年1月31日抵港，並於同日駛往黃竹坑車廠停泊，其後於2015年2月5日進行首次驗車。餘下的巴士已由同年4月20日開始經新加坡陸續抵港，及後送抵黃竹坑車廠（共15輛；成為其後的4501-4515）及創富道車廠（共4輛；成為其後的4516-4519）。而首部巴士（車隊編號4501）基於Masdef裝嵌廠的裝嵌質素問題，首輛投入服務的巴士（車隊編號4501）需要延至2015年5月22日才可出牌，車牌為TK3778，最終載客量為126人，而此車於2015年6月4日首航30X線；其餘19部新車（4500、4502-4519）已於2015年5月29日至同年11月16日全數出牌及投入服務。目前，這批富豪B9TL主要行走8號、23、30X、38、590、595、722、970、970X及985線；由8月起，部分巴士會被撥入東區路線行走，其後全數改為行走南區路線。
於2023年7月1日起，所有車輛已過渡至城巴，車隊編號改為42000-42019。

##### 42020-42024、42085-42089（4520-4529）
新創建集團於2014年9月購買95輛採用歐盟五型引擎及配備Wright Eclipse Gemini 2車身的3軸B9TL，新世界第一巴士被分配10輛11.3米，其中長度為11.3米版本佔10輛；預計用作取代餘下前中華巴士6輛富豪奧林比安11.3米（VA56、58-61、63）及2輛丹尼士禿鷹11米（DA91-92）。
此批的首兩部用車（4520、4521）已於2015年12月23日出牌，車牌為TW4517及TW5716；其餘8部新車（4522-4529）已於2015年12月24日至2016年2月2日全數出牌及投入服務，這批車現時行走南區路線。
由應運輸署要求，42085-42089即將在上層所有座位安裝安全帶。
於2023年7月1日起，所有車輛已過渡至城巴，車隊編號改為42020-42024及42085-42089。

##### 52000-52024（5200-5224）
2014年9月，新創建集團再向瑞典富豪車廠加訂95輛B9TL，當中有25輛12米長的富豪B9TL由新世界第一巴士擁有，這批車預計用作取代部分丹尼士三叉戟12米，及一輛因意外而提早退役的富豪超級奧林比安 12米（5048/JV5708）。規格與九龍巴士第三批高載版富豪B9TL相若，惟由於此車左右兩側車身均設有閉路電視鏡頭而令原有顯示屏不能清楚顯示巴士上所有鏡頭的情況，需要另行裝設尺寸稍大的閉路電視顯示屏；車廂改用Lazzerini CityLight座椅（除上層及下層的最後一排採用Lazzerini City座椅外）；側牌改用Hanover「加長版」LED電子路線牌；車尾空調散熱器上方的蓋板設有兩個黑色開關鎖扣；載客量方面，與九龍巴士高載版相同惟企位少1人企位。新世界第一巴士首兩輛12米富豪B9TL已在2016年7月4日經葵涌貨櫃碼頭連同九龍巴士之一輛量產猛獅A95一同抵港。7月6日，其中一輛巴士率先獲配編號5200，於同年7月21日進行首次驗車。首4輛巴士（5200-5203）已於2016年9月23日出牌，（5203）於2016年9月24日首航116；其餘21部新車（5204-5224）已於2016年9月27日至同年12月13日全數出牌及投入服務。
由應運輸署要求，所有車輛即將在上層所有座位安裝安全帶。
於2023年7月1日起，所有車輛已過渡至城巴，車隊編號改為52000-52024。是城巴繼富豪超級奧林比安（249-269）於2021年全數退役後再次擁有尾軸驅動12米巴士，亦是專利部繼斯堪尼亞K94UB（2800）於2019年退役後再次擁有尾軸驅動12米巴士。同時城巴亦成為首間擁有4款長度（10.6米、11.3米、12米、12.8米）的富豪B9TL的巴士公司。

#### 港鐵巴士

##### 319-386

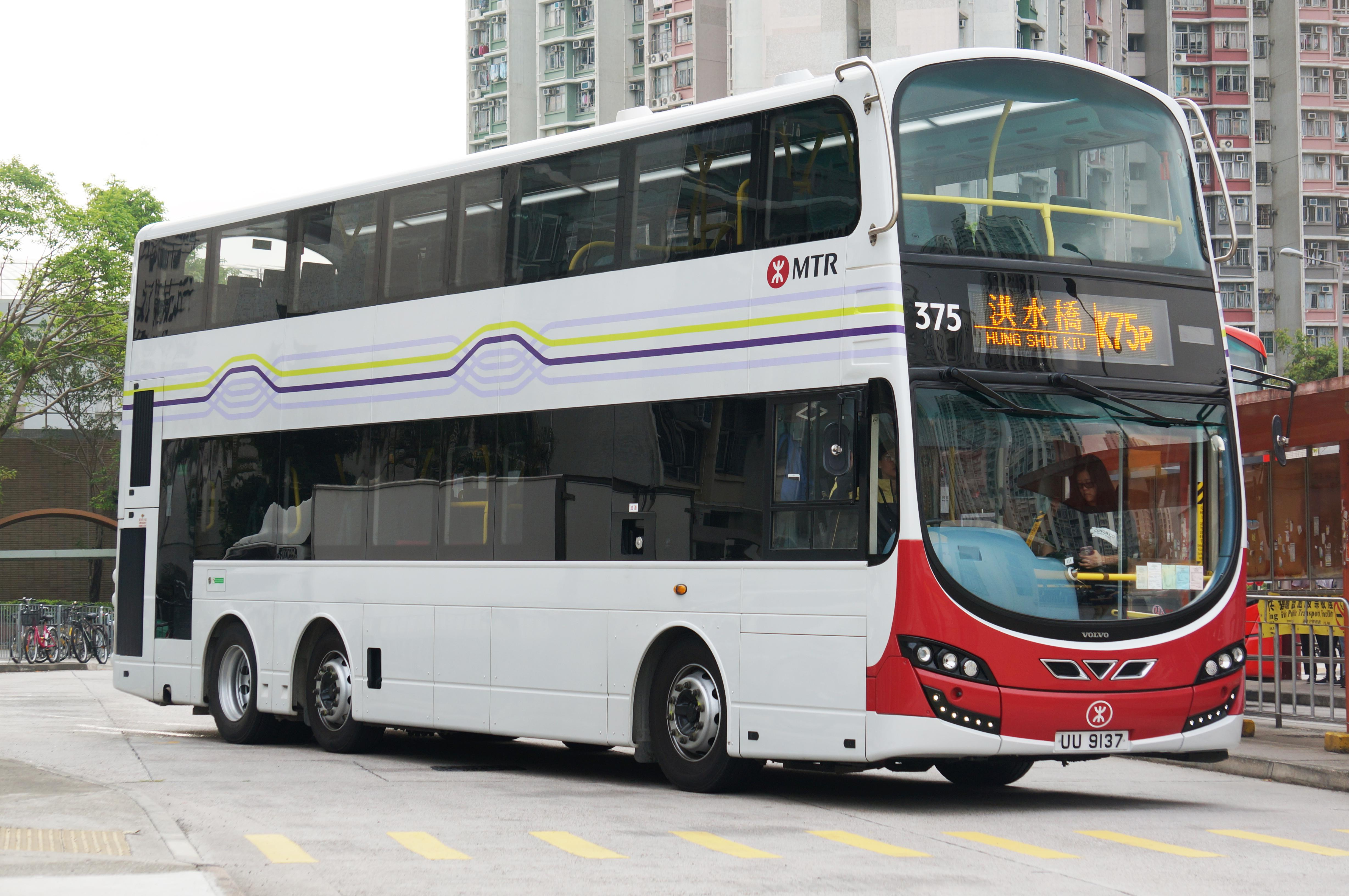
港鐵巴士配Wright車身的B9TL 11.3米（375）。

港鐵巴士於2014年9月已訂購62輛11.3米富豪B9TL（合約編號：K0584-14E），預計取代餘下全數丹尼士三叉戟10.6及11.3米，全數一手巴士（6XX）及前新世界第一巴士車隊（7XX）。在首批新車抵港前，港鐵於公佈2015年中期業績的同時，公佈加訂6輛同型號巴士，以騰出6輛亞歷山大丹尼士Enviro 200（9XX）單層巴士在鐵路服務受影響時作為緊急備用。港鐵預計全數共68輛巴士將於2017年前，陸續投入到全線17條路線服務，預計載客量可增加約12%；而富豪B9TL將成為港鐵巴士的主力。
該批車與城巴及新世界第一巴士（滙達交通服務）同款車的車內配置相近，分別在於巴士車頭擋風玻璃設有樹擋、下層改用與上層相同之闊身座椅、只在車頭加裝閉路電視鏡頭以及不設電視擋，駕駛室裝飾較九龍巴士B9TL單調，波箱則採用Voith DIWA864.5波箱。
該批巴士已於2015年10月5日起陸續運抵香港，全數巴士均設有樹擋，載客量亦與隸屬城巴和新世界第一巴士的首批20輛11.3米富豪B9TL完全相同，為126人。首輛投入服務的巴士（車隊編號319）在2016年1月13日出牌，車牌為TX4303，於2016年1月20日投入服務；全數新車已於2016年1月13日至2017年12月13日正式出牌。
此車型已全數改用新款八達通機，並陸續加設LECIP報站系統。
由應運輸署要求，所有車輛即將在上層所有座位安裝安全帶。
而因應香港政府資助更換歐盟4期引擎的商業車輛的計劃，港鐵巴士因應大埔車廠暫未設置電動巴士充電設施未能分配電動巴士，384-386於2024年12月調往東鐵綫接駁巴士服務而陸續取代亞歷山大丹尼士Enviro 500巴士，同時原港鐵標誌換上九龍巴士英文簡寫(KMB)字母，381-383於2025年1月再次調往東鐵綫接駁巴士服務，380於同年4月再次調往東鐵綫接駁巴士服務。

#### 愉景灣交通服務

##### DBAY208-213

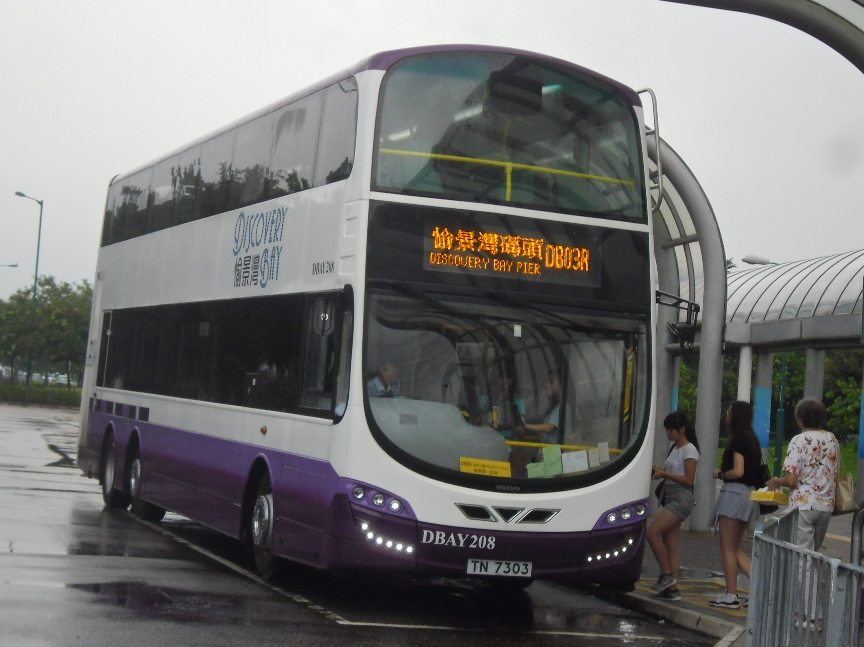
愉景灣巴士DBAY208（TN7303）正在行走DB03R路線。

愉景灣巴士向新世界第一巴士借用的亞歷山大丹尼士Enviro 500 12米雙層巴士在愉景灣道路試行成功，愉景灣交通服務向富豪車廠訂購6輛12米Wright Eclipse Gemini 2車身B9TL巴士，組裝車身工序於2014年中展開，首輛巴士已於2015年6月13日抵港，由於該公司從未有雙層巴士出牌的關係，此車套用了城巴利蘭奧林比安11米空調巴士（171、180、182、185-187）的客運營業證。首部巴士其後已到土瓜灣驗車中心完成車輛檢驗。此車於2015年7月30日出牌，車隊編號DBAY208，車牌號碼TN7303。首四輛車（DBAY210除外）於同年8月12日參與新車啟用儀式，其中DBAY208搭載記者行走DB03R，此車將於同年8月16日正式首航。
此車型採用與九龍巴士亞歷山大丹尼士Enviro 200、城巴亞歷山大丹尼士Enviro 400同款的Lazzerini Pratico 2840座椅，是全港唯一採用這款座椅的12米雙層巴士。

#### 軼事
在新車辦理出牌程序時，有人不慎把TN9208這個車牌號碼分配給DBAY210和DBAY211，導致兩車出現車牌號碼相同的情況，最後愉景灣巴士決定將TN9208這個車牌號碼讓給DBAY211，而DBAY210則於8月14日更換車牌號碼為TP2505。

### 英國

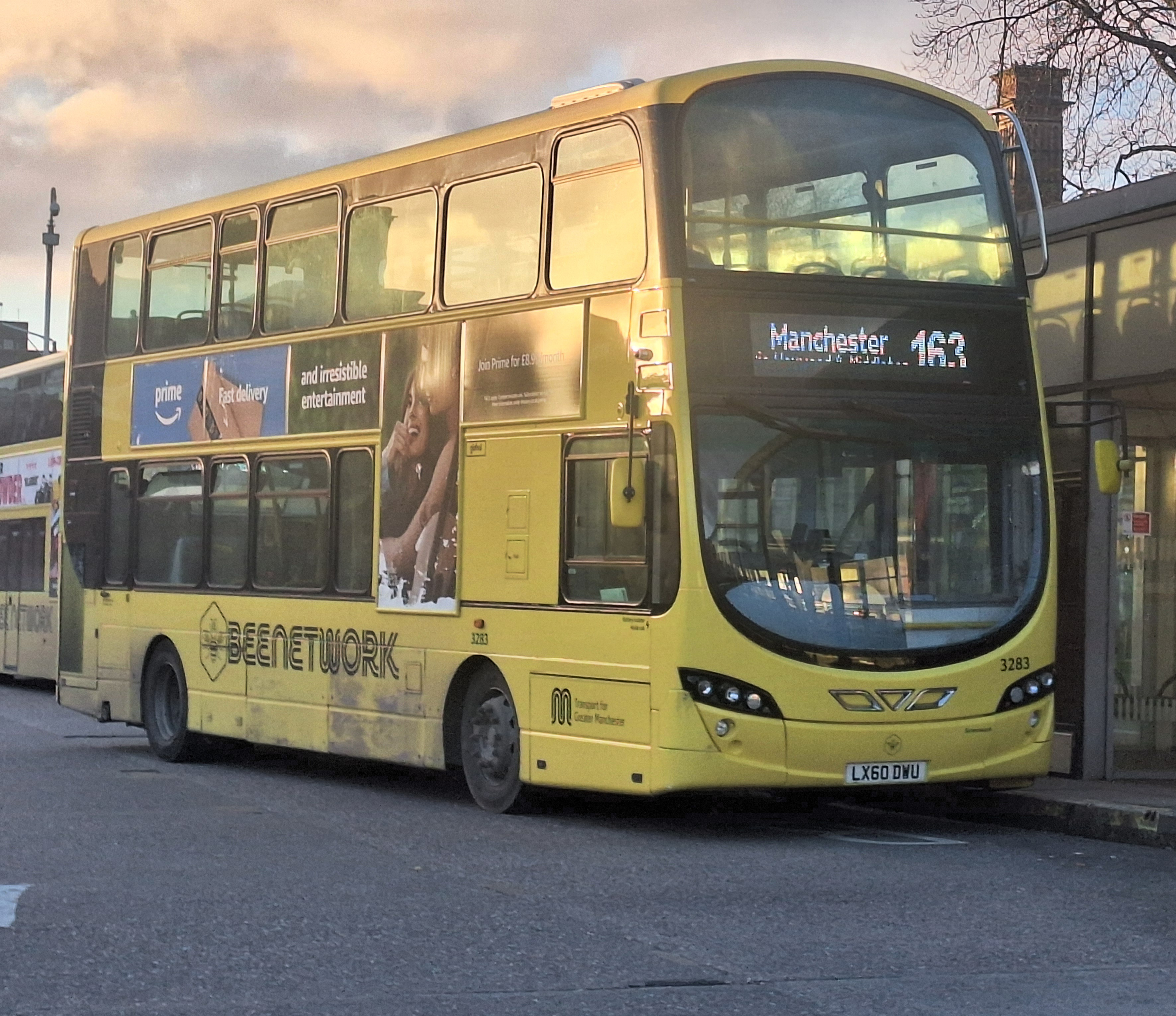
英國曼徹斯特配Wright Eclipse Gemini 2車身的B9TL巴士

英國方面，Weavaway Travel率先於2004年底訂購6輛配單門版東蘭開夏車身的三軸版B9TL巴士，巴士於2005年4至5月投入服務。
2006年7月，一輛配Wright Eclipse Gemini車身的兩軸版B9TL樣辦巴士加入倫敦的London General巴士公司作試驗行駛。英國首批兩軸版B9TL巴士是由Delaine Buses訂購，為數2輛，配全新的東蘭開夏/Optare Olympus車身，其中首輛巴士連同一輛配亞歷山大丹尼士Enviro 400車身的兩軸版B9TL樣辦巴士同於2006年11月舉行的Euro Bus Expo車展展出。
隨後，有更多兩軸版B9TL巴士於英國投入服務。現時，英國的兩軸版B9TL巴士多數配Wright Eclipse Gemini或東蘭開夏/Optare Olympus（後改稱Darwen Olympus，現稱Optare Olympus）車身，少數配亞歷山大丹尼士Enviro 400車身，而三軸版則配單門版東蘭開夏Nordic或Optare Visionaire（開篷）車身。

### 愛爾蘭

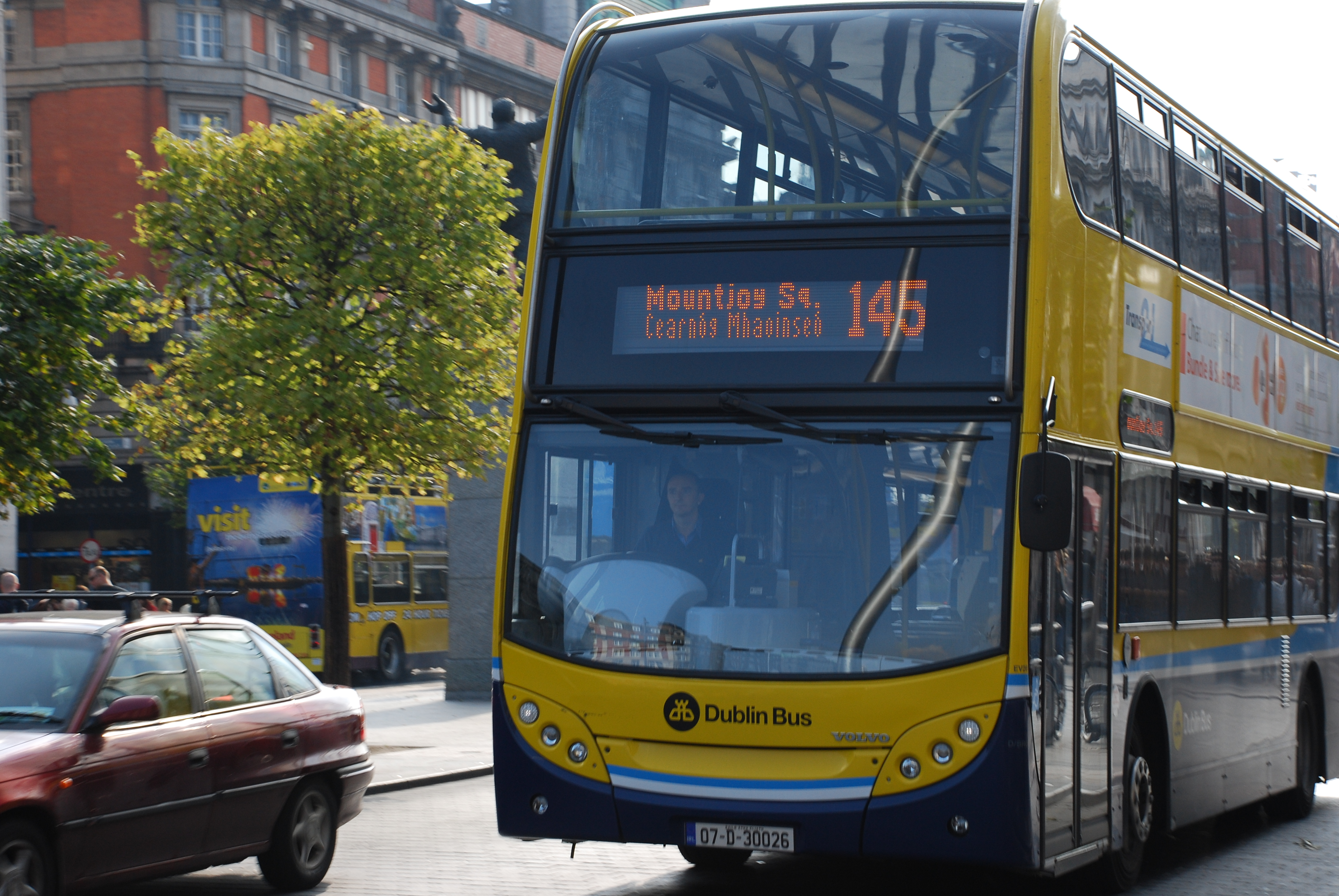

愛爾蘭都柏林的都柏林巴士公司（Dublin Bus）於2005年訂購為數20輛配備Enviro 500車身的富豪B9TL巴士，車隊編號為VT1-20，首輛巴士於2005年12月投入服務。
後來都柏林巴士公司訂購50輛配備Enviro 400車身的兩軸版B9TL巴士及50輛配備Enviro 500車身的三軸版B9TL巴士，並於2007年/2008年付運。大部分兩軸版B9TL巴士已於2007年下半年投入服務，而三軸版B9TL巴士已於2007年12月至2008年投入服務。後來都柏林巴士公司再引入100輛兩軸版B9TL巴士，其中50輛配備Enviro 400車身，而另外50輛配備Wright Eclipse Gemini車身，巴士已於2008年底至2009年初投入服務。
另外，Bus Éireann於2008年底引入10輛配備Wright Eclipse Gemini車身的兩軸版B9TL巴士。

### 新加坡

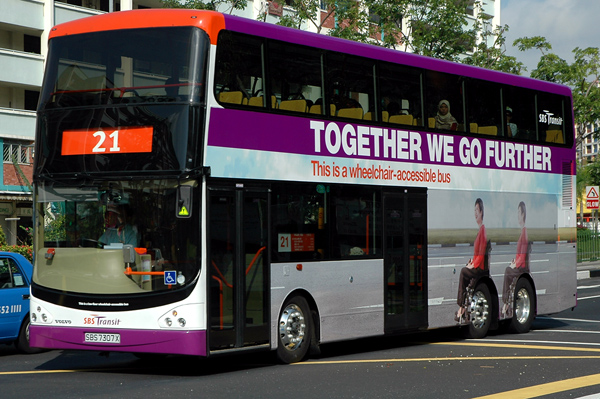
新捷運配康福德高工程私人有限公司車身的B9TL巴士。

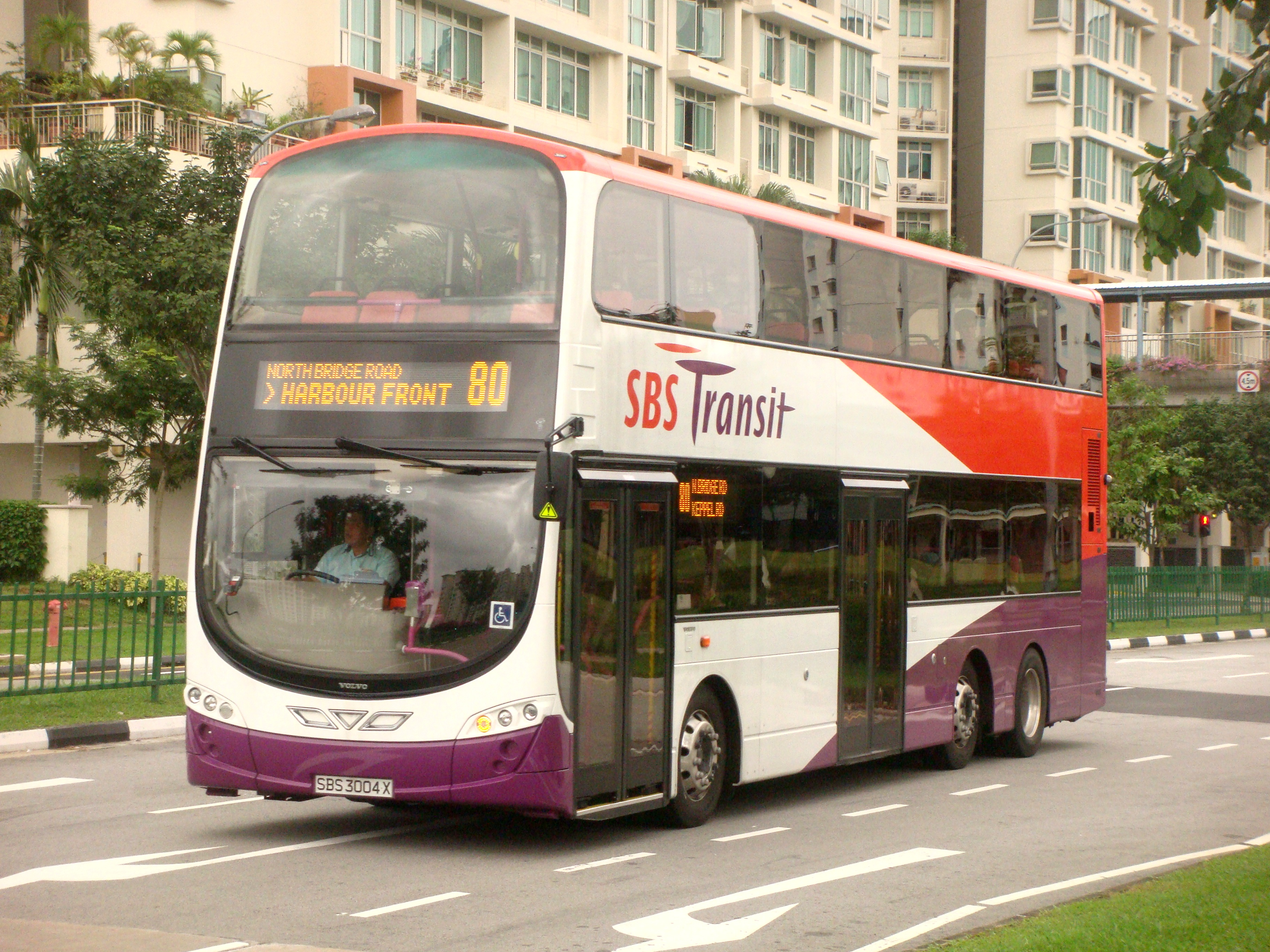
新捷運配Wright車身的B9TL巴士。

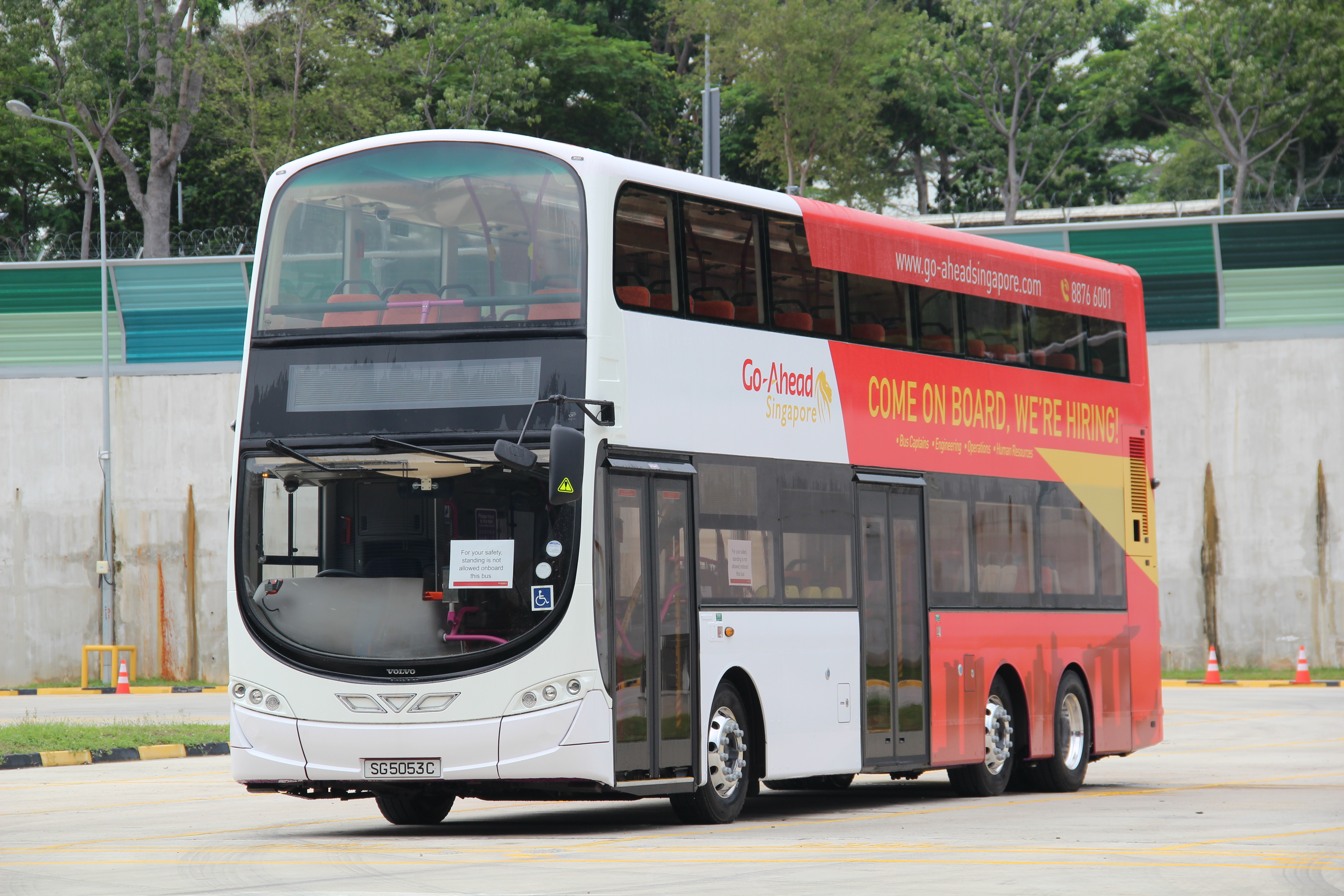
Go-Ahead Singapore Volvo B9TL巴士。

新加坡的新捷運於2005年底訂購首批共200輛配新加坡康福德高工程私人有限公司（ComfortDelGro Engineering）車身的B9TL巴士。期後在2009年至2014年年間加訂4次B9TL，前後共有1616部，成為全球最大用家。
新捷運訂購的首批共200輛B9TL巴士配新加坡康福德高工程私人有限公司（ComfortDelGro Engineering）車身。首輛新巴士已於2006年2月公開亮相，新車於同年6月起投入服務，車牌為SBS7300P-SBS7499A。
2009年8月，新捷運再訂購150輛配備歐盟五型引擎B9TL巴士，2010年9月再加訂300輛，全數配Wright車身，由康福德高工程私人有限公司（ComfortDelGro Engineering）負責組裝車身，已於2010年-2012年內投入服務，用於取代12米的3軸利蘭奧林匹克空調巴士。
2012年7月，新捷運再訂購550輛配備歐盟五型引擎B9TL巴士，全數配Wright車身，由康福德高工程私人有限公司（ComfortDelGro Engineering）負責組裝車身，預計於2013年-2015年內投入服務，用於取代12米的3軸利蘭奧林比安空調巴士及2軸富豪奧林比安非空調巴士。
2013年，新捷運接收一輛配馬來西亞Gemilang Coachworks車身的B9TL巴士，此車已於2014年2月投入服務，車牌為SBS7777Y。此車於2016年在新加坡新營運模式下，連同富豪B7RLE與斯堪尼亞K310UD等樣板車成為訓練兼後備巴士。
2014年7月，新捷運再訂購415輛配備歐盟五型引擎B9TL巴士，全數配Wright車身，由康福德高工程私人有限公司（ComfortDelGro Engineering）負責組裝車身，預計於2016年-2017年內投入服務，取代餘下的富豪奥林比安，以及上一段提及的三輛樣板車。
SBS7440T於2010年3月7日在宏茂橋巴士總站火警中嚴重焚毀提早退役。
2014年，新加坡陸路交通管理局計劃將新加坡巴士路線劃分為14個地區進行招標，由巴士公司競投。因此，SBS Transit將所有Volvo B9TL轉移予新加坡陸路交通管理局，新加坡陸路交通管理局其後把部份車輛分別租予SMRT、Tower Transit Singapore、Go-Ahead Singapore營運。
2016年，新加坡陸路交通管理局訂購176輛配備歐盟五型B9TL巴士，全數配Wright車身。

### 澳洲
澳洲康福德高旗下的全資巴士公司CDC墨爾本購入了一輛配置Volgren Optimus車身及ZF Ecolife波箱的三軸版B9TL，採用不銹鋼車軨，中軸車軨更使用扁平設計，唯不如三軸版富豪奧林比安般擁有輔助轉向功能，該輛巴士乃唯一一輛採用中軸扁軨的富豪B9TL。

### 其他國家

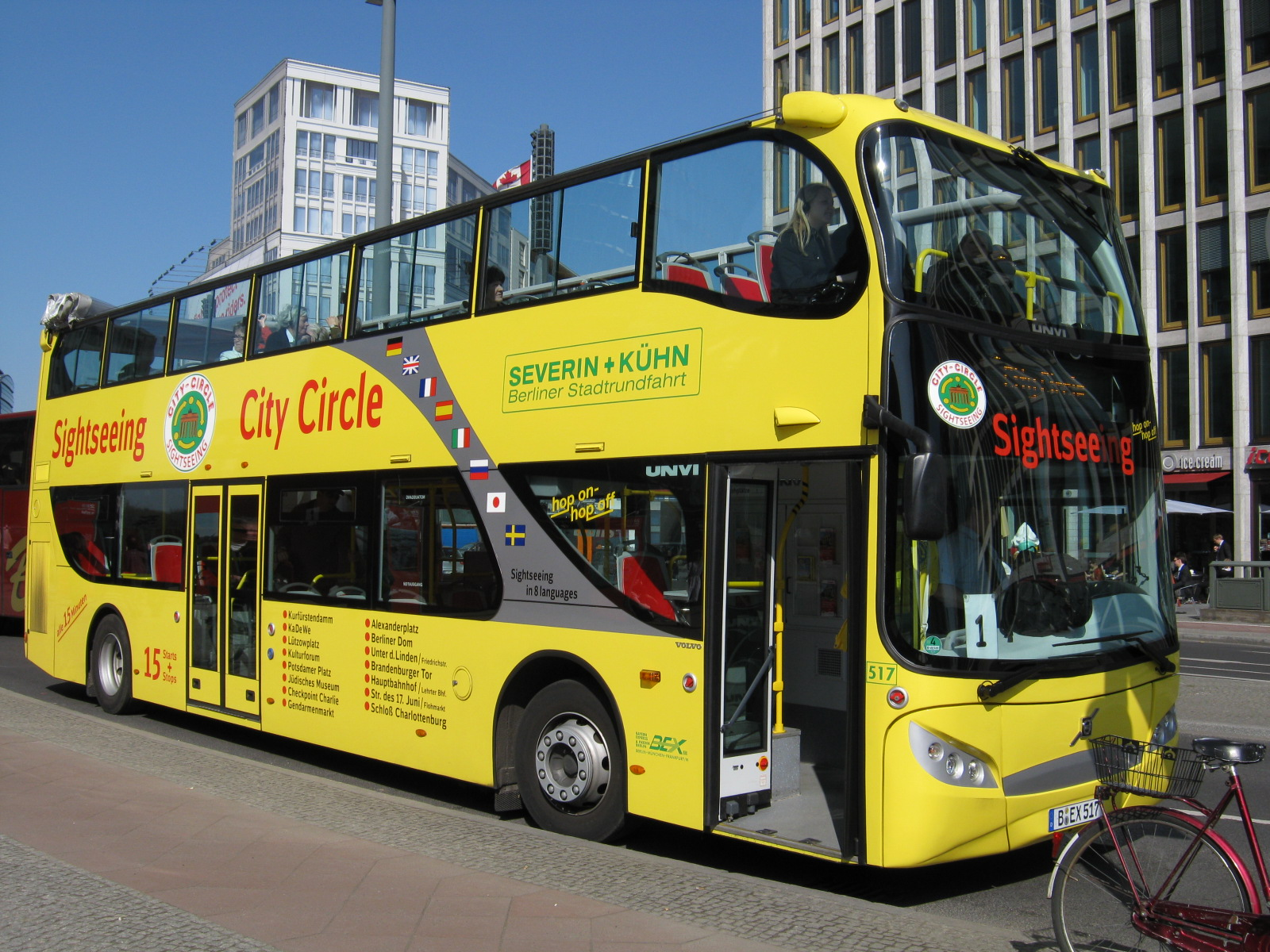
德國柏林的B9TL觀光巴士

西班牙巴士車身製造廠商UNVI，為兩軸版本的B9TL巴士設計出一款開篷車身，並售予其他歐洲國家多個營運商，包括法國、德國等，行走主要城市（如巴黎、柏林等）的觀光路線。

## 後繼車型
兩軸版的B9TL已於2014年停產，並由B5TL取代。另外富豪於2016年首次生產B8L底盤，預定取代三軸版B9TL。

### 其他富豪產品
- 富豪奧林比安
- 富豪B5TL
- 富豪B6
- 富豪B7RLE
- 富豪B7TL
- 富豪B8L
- 富豪B8R
- 富豪超級奧林比安
- 富豪B10BLE
- 富豪B12
- 富豪FH系列

### 競爭產品
- 亞歷山大丹尼士Enviro 500
- 亞歷山大丹尼士Enviro 500 MMC
- 猛獅24.310
- 猛獅A95
- Neoplan Centroliner
- 斯堪尼亞K280UD
- 斯堪尼亞K310UD
- Wright StreetDeck
- VDL DB300，此車型與B9TL的兩軸版本。

## 外部連結
- 香港巴士大典上的相关条目：富豪B9TL
- 富豪B9TL產品介紹[永久]